# Sarde
Pour les articles homonymes, voir Sarde (homonymie).
Le sarde (en sarde : sardu, prononcé /ˈsaɾdu/) est une langue appartenant à la branche romane méridionale de la famille des langues indo-européennes. Il est parlé par les Sardes en Sardaigne et chez nombre de travailleurs émigrés sardes répartis dans tous les continents : la Sardaigne a recensé quelque 145 circoli sardi (« Cercles sardes ») qui sont soutenus et aidés financièrement afin que la culture et la langue soient préservées).
La langue sarde ne couvre pas toute l'île, d'autres variétés romanes y étant présentes : sassarese, gallurais (dialecte du corse sartenais), tabarquin (dialecte ligure) et l'alguérois (dialecte catalan).
En 1997, le sarde, ainsi que d'autres langues parlées sur l'île, a été reconnu par la loi régionale de Sardaigne. En 1999, la langue sarde a également été reconnue par la législation italienne sur les minorités linguistiques historiques. Parmi les douze groupes ethnolinguistiques reconnus, le sarde a le plus grand nombre de locuteurs,,,, bien qu'en diminution continue,. Presque tous les locuteurs sont bilingues sarde-italien.
La langue sarde ne doit pas être confondue avec le paléosarde pré-romain et vraisemblablement non indo-européen ; alors que cette dernière a disparu depuis longtemps, la première est aujourd'hui classée par l'UNESCO comme une langue en grave danger d'extinction dans ses principaux dialectes.
Bien que la communauté des locuteurs puisse être définie comme ayant une « conscience linguistique élevée », le sarde est sérieusement menacé par le processus de conversion linguistique vers l'italien, dont le taux d'assimilation, engendré à partir du XVIIIe siècle, parmi la population sarde est aujourd'hui assez avancé. L'état plutôt fragile et précaire dans lequel se trouve aujourd'hui la langue sarde, exclue même de la sphère familiale, est illustré par le rapport Euromosaic, dans lequel, comme le rapporte Roberto Bolognesi, « le sarde (deuxième langue minoritaire en Europe par le nombre de locuteurs) se situe à la 43e place dans le classement des 50 langues prises en considération et dont on a analysé (a) l'utilisation dans la famille, (b) la reproduction culturelle, (c) l'utilisation dans la communauté, (d) le prestige, (e) l'utilisation dans les institutions, (f) l'utilisation dans l'éducation ».
La population adulte sarde ne serait plus capable d'entretenir une seule conversation dans la langue ethnique, celle-ci n'étant utilisée exclusivement que par 0,6 pour cent du total, et moins de quinze pour cent, au sein de la population juvénile, auraient hérité de compétences entièrement résiduelles, sous la forme décrite par Bolognesi comme "un argot non grammatical".
L'avenir proche de la langue sarde étant loin d'être certain, Martin Harris affirme que, si la tendance ne peut être inversée, elle ne fera que laisser des traces dans l'idiome qui prévaut actuellement en Sardaigne, à savoir l'italien dans sa variante spécifiquement régionale, sous la forme d'un substrat.

## Classification linguistique
« Le sarde est une langue insulaire par excellence : c'est à la fois la plus archaïque et la plus distincte des langues romanes. »

— Rebecca Posner, John N. Green (1982). Language and Philology in Romance. Mouton Publishers. La Haye, Paris, New York. p. 171
Le sarde est considéré par de nombreux spécialistes comme la langue romane qui est restée la plus proche du latin vulgaire,,,, ; à titre d'exemple, l'historien Manlio Brigaglia note que la phrase latine prononcée par un Romain en poste au Forum Traiani Pone mihi tres panes in bertula (" Mets trois pains dans ma sacoche ") correspondrait à sa traduction en sarde actuel Ponemi tres panes in bèrtula. En effet, l’isolement insulaire précoce a coupé l'île du centre linguistique moteur qu'était Rome. Pendant un certain temps, ceci lui a évité un grand nombre de contacts avec d’autres langues (interférence linguistique), qui auraient pu être facteur d’évolution linguistique ; à cet égard on peut comparer sa situation à celle de l’islandais, langue scandinave restée la plus proche du vieux norrois. Le sarde est donc resté assez archaïque et conservateur.
Bien que la base lexicale soit donc majoritairement d'origine latine, le sarde conserve néanmoins plusieurs indices du substrat linguistique des anciens Sardes avant la conquête romaine : on trouve des racines proto-sardes et, dans une moindre mesure, phénico-puniques dans plusieurs mots et surtout dans les noms de lieux, qui seraient conservés en Sardaigne dans un pourcentage plus important que dans le reste de l'Europe latine.
Leur origine indique un substrat paléo-méditerranéen qui révélerait des relations étroites avec le basque,,. Aux époques médiévale, moderne et contemporaine, la langue sarde a reçu des influences suprêmes du grec-byzantin, du ligure, du vulgaire toscan, du catalan, du castillan et enfin de l'italien.
Caractérisé par une physionomie distincte qui émerge des sources les plus anciennes disponibles, le sarde est considéré comme faisant partie d'un groupe autonome au sein du roman, et a été comparé par des linguistes comme Max Leopold Wagner et Benvenuto Aronne Terracini au roman africain, aujourd'hui disparu, avec les variétés dont il partage plusieurs parallèles et un certain archaïsme linguistique, ainsi qu'un détachement précoce de la matrice latine commune ; le sarde est classé par certains comme le seul représentant survivant d'une branche qui autrefois comprenait également la Corse, et la rive sud de la Méditerranée susmentionnée.

## Phonétique

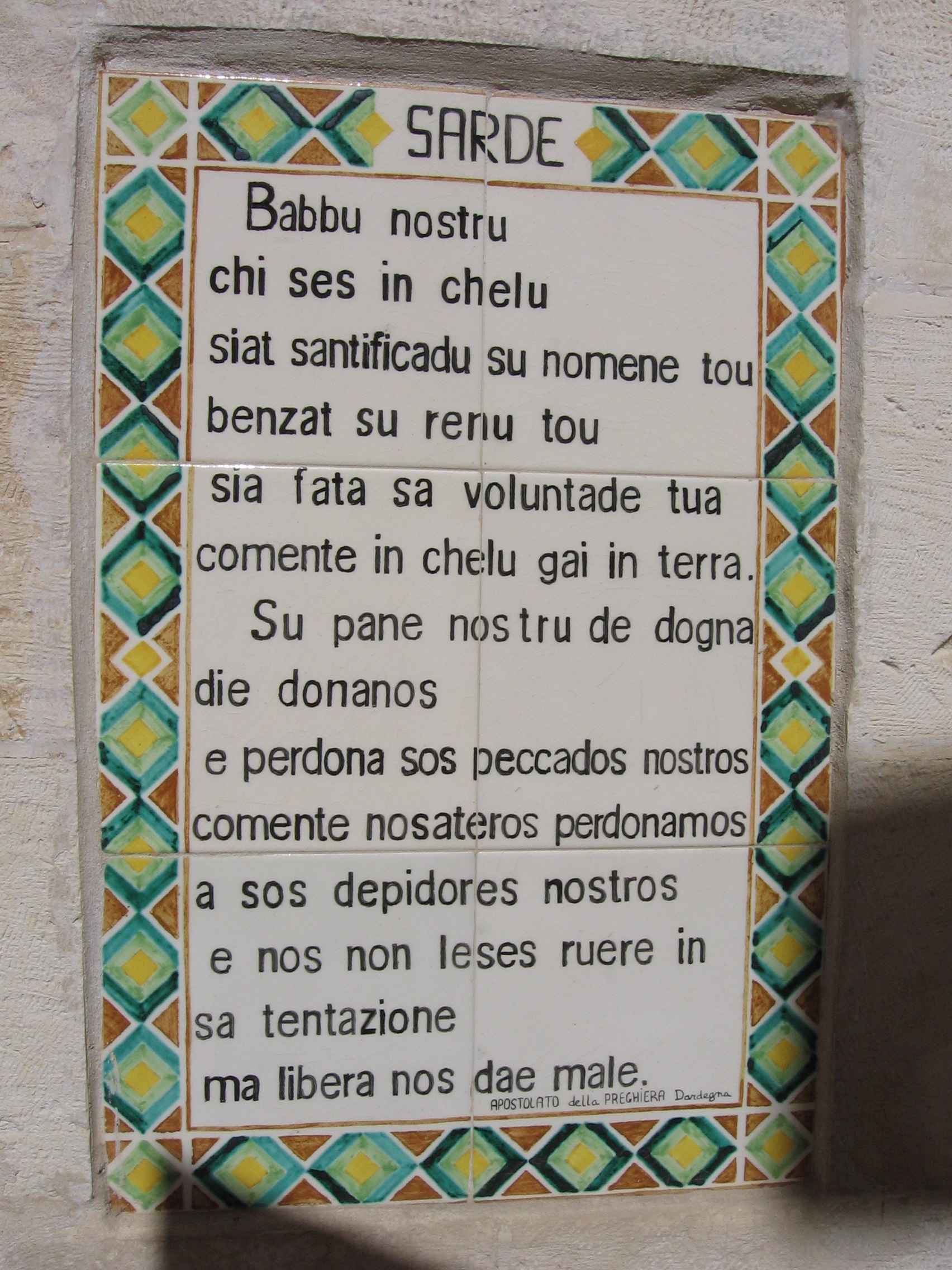
Église du Pater Noster, Jérusalem. Notre Père (Babbu nostru) en sarde.

Voyelles : les ĭ et les ŭ (brefs) du latin ont conservé leurs timbres originels ([i] et [u]) : siccus devient sikku (et non comme en français, sec ou en italien, secco). Une autre caractéristique est l’absence de diphtongaison romane. Exemple : potet devient podet (prononcé parfois poðet), et non comme en italien può, en espagnol puede ou en français peut, où apparaît une diphtongue (qui a disparu dans le cas du français).
Très archaïsant est également le maintien de [k] et de [g] devant [e] et [i] : kentu pour cent en français, ou encore cento en italien.

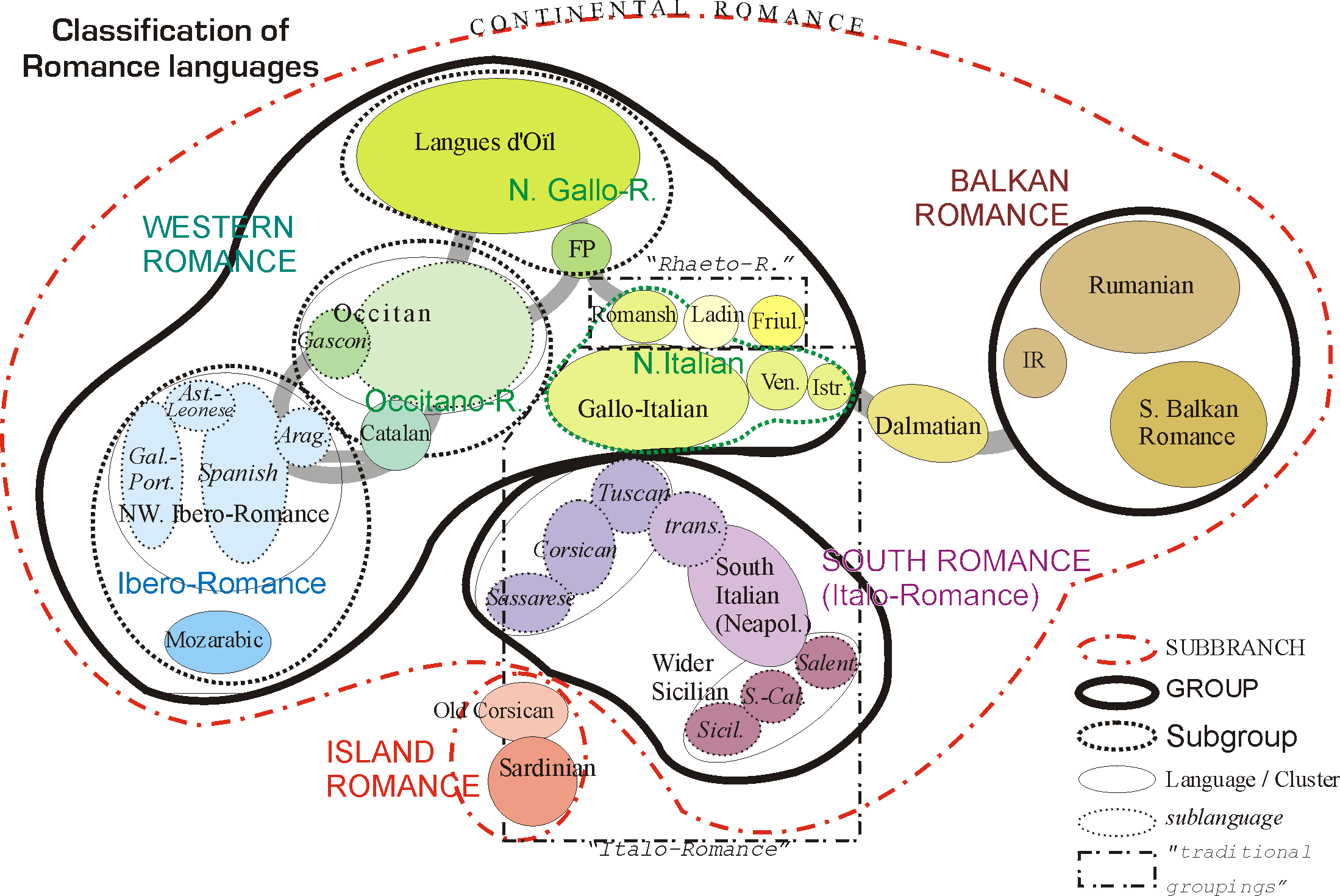
Classification des langues romanes (Koryakov, 2001). Le sarde (avec un hypothétique ancien corse) est inscrit dans un groupe distinct formé des langues romanes insulaires (Island Romance).

Un caractère original du sarde est l’évolution de ‹ ll › en [ɖ]. C'est un phonème cacuminal, souvent transcrit par ‹ ḍ › (d pointé) : coraḍḍu pour corallo (« corail »). Ces traits seraient dus au substrat d'une hypothétique langue paléosarde, mal connue et parfois désignée comme langue nouragique (des nuraghe). En tout cas, ce son existait avant les conquêtes phéniciennes[réf. nécessaire] ou romaines et se retrouve notamment en Corse-du-Sud et en Sicile. D'autres particularités existent dans certaines régions de la Sardaigne comme la prothèse vocalique devant /r/ (arrana « grenouille » pour rana) ou la lénition du /f/ initial, traits phonétiques qui rappellent fortement le basque, le castillan ou le gascon.

## Morphologie et syntaxe
L’article défini sarde est original car il est issu de ipse (alors que dans les langues romanes, l'origine est le plus souvent ille, illu), d’où su, sa au singulier et sos, sas au pluriel. On retrouve cette caractéristique en catalan des Îles Baléares et de façon résiduelle en occitan, notamment dans le dialecte provençal des Alpes-Maritimes (hors le niçois) et, à l'état de résidu (dans la toponymie, remplacé par "eth" dans la langue moderne), en gascon aranais.
La marque du pluriel est -s, comme dans toute l'Europe latine occidentale (français, occitan, catalan, espagnol, portugais) : sardu, sardus - pudda, puddas (poule) - margiani, margianis (renard).
Le futur est construit avec la forme latine habeo ad : app’a istàre (je resterai).
L'interdiction se construit avec une négation (no) suivie du verbe. Ce verbe peut être conjugué ou à l'infinitif. Par contre, il ne peut pas être à l'impératif. Pour donner un ordre négatif, on utilise 'non' suivi de la deuxième personne singulier ou pluriel du subjonctif présent, comme dans les langues romanes de la péninsule Ibérique : no bengias ! (ne viens pas !). Ainsi, lorsque le marqueur négatif 'no' accompagne un autre mot négatif, les deux négations ne s'annulent pas pour donner un sens positif à la phrase, contrairement à d'autres langages. En sarde, 'Je n'ai pas acheté rien' signifie 'Je n'ai rien acheté' et non 'J'ai acheté quelque chose' : la double négation n'existe pas.

## Lexique
Le lexique présente également des traits conservateurs : par exemple, le latin albus « blanc » a été conservé, comme en roumain alb, alors que presque toutes les autres langues romanes l'ont remplacé par un mot d'origine germanique.

## Histoire et influences linguistiques
L'isolement relatif de la Sardaigne par rapport à l'Europe continentale a favorisé le développement d'une langue romane qui conserve les traces de sa (ses) langue(s) autochtone(s) pré-romaine(s). La langue est supposée avoir des influences substratales du Paléo-sarde, que certains chercheurs ont liées au basque, et à l'étrusque; on a également tenté d'établir des comparaisons avec les langues berbères d'Afrique du Nord pour mieux comprendre la ou les langues parlées en Sardaigne avant sa romanisation. Les influences adstrates ultérieures comprennent le catalan, l'espagnol et l'italien. La situation de la langue sarde par rapport aux langues politiquement dominantes n'a pas changé jusqu'au fascisme italien et, de toute évidence, dans les années 1950,.

### L'origine et le substrat
Les origines de l'ancien sarde, aussi connu sous le nom de paléo-sarde, sont actuellement inconnues. La recherche a tenté de découvrir des racines obscures et indigènes. La racine s(a)rd, indiquant de nombreux noms de lieux ainsi que le peuple de l'île, serait soit associée aux Shardanes, l'un des peuples de la mer, soit, selon d'autres sources, retraceraient plutôt la racine /s(a)rd/ de Σαρδώ / Sardó, une femme légendaire du royaume anatolien de Lydie,, ou du personnage mythologique libyen Sardus Pater Babai (« Père sarde » ou « Père des Sardes »),,,,,,.
En 1984, Massimo Pittau affirme avoir trouvé l'étymologie de nombreux mots latins dans la langue étrusque, après les avoir comparés avec la ou la (les) langue(s) nuragique(s). Des éléments étrusques, dont on pensait qu'ils étaient d'origine latine, indiquent un lien entre la culture sarde antique et les Étrusques. Selon Pittau, la (les) langue(s) étrusque(s) et nuragique(s) descendraient du lydien (et donc de l'indo-européen) à la suite de contacts avec les Étrusques et autres Tyrrhéniens de Sardes comme le décrit Hérodote. Pittau suggère que les Tirrenii ont atterri en Sardaigne et les Étrusques ont débarqué en la moderne Toscane, mais ses opinions ne sont pas partagées pour la plupart.
Selon Alberto Areddu, les Shardanes étaient d'origine illyrienne, sur la base de certains éléments lexicaux, unanimement reconnus comme appartenant au substrat autochtone. Areddu affirme que les anciens Sardes, en particulier ceux des régions les plus intérieures (Barbagia et Ogliastra), auraient parlé une branche particulière de l'indo-européen. Il existe en effet des correspondances, formelles et sémantiques, avec les quelques témoignages de langues illyriennes (ou thraces), et surtout avec leur prétendu continuateur linguistique, l'albanais. Il trouve de telles corrélations : sarde : eni, enis, eniu « if » = albanais : enjë « if » ; sarde urtzula « clématite » = albanais : urth « lierre » ; sarde : rethi « tendril » = albanais : rrypthi « vrille ». Il a également découvert quelques corrélations avec le monde des oiseaux des Balkans.
Selon Bertoldi et Terracini, le paléo-sarde présente des similitudes avec les langues ibériques et le siculien; par exemple, le suffixe -ara dans les proparoxytones indique le pluriel. Terracini a proposé la même chose pour les suffixes dans -/àna/, -/ànna/, -/énna/, -/ònna/, -/ònna/ + /r/ + une voyelle paragogique (comme le toponyme Bunnànnaru). Rohlfs, Butler et Craddock ajoutent le suffixe -/ini/ (tel que le toponyme Barumini) comme élément unique du paléo-sarde. Suffixes dans /a, e, o, o, u/ + -rr- a trouvé une correspondance en Afrique du Nord (Terracini), en Espagne (Blasco Ferrer), en Italie du Sud et en Gascogne (Rohlfs), avec une relation plus étroite avec le Basque (Wagner et Hubschmid). Selon Terracini, les suffixes -/ài/, -/éi/, -/éi/, -/òi/, -/òi/, et -/ùi/ sont communs aux paléo-sarde et le berbère. Pittau souligne qu'il s'agit de termes se terminant à l'origine par une voyelle accentuée, avec une voyelle paragogique attachée; le suffixe résiste à la latinisation dans certains noms de lieux, qui montrent un corps latin et un suffixe nuragique. Selon Bertoldi, certains toponymes se terminant par -/ài/ et -/asài/ indiquent une influence anatolienne. Le suffixe -/aiko/, largement utilisé en Ibérie et peut-être d'origine celtique, et le suffixe ethnique dans -/itanos/ et -/etanos/ (par exemple, les Sulcitanos sardes) ont également été notés comme éléments paléo-sardes (Terracini, Ribezzo, Wagner, Hubschmid et Faust).
Les linguistes Blasco Ferrer (2009, 2010) et Arregi (2017) ont tenté de faire renaître un lien théorique avec le basque en associant des mots comme le Sard ospile « pâturage frais pour le bétail » et le basque ozpil ; le sarde arrotzeri « vagabond » et le basque arrotz « étranger » ; le sarde golostiu et le basque gorosti « houx » ; le gallurais (corso-sarde) zerru « porc » et le basque zerri. Les recherches génétiques ont montré que les Basques sont très proches des Sardes,,.
Depuis le Néolithique, un certain degré de variance entre les régions de l'île est également attesté. La culture d'Arzachena, par exemple, suggère un lien entre la région la plus septentrionale de la Sardaigne (Gallura) et la Corse du Sud, qui trouve une confirmation supplémentaire dans la Naturalis Historia de Pline l'Ancien. Il existe également quelques différences stylistiques entre le nord et le sud de la Sardaigne nuragique, ce qui peut indiquer l'existence de deux autres groupes tribaux (Balares et Ilienses) mentionnés par le même auteur romain. Selon l'archéologue Giovanni Ugas, ces tribus auraient en fait joué un rôle dans la formation des différences linguistiques régionales actuelles de l'île.

Extension et langues parentes
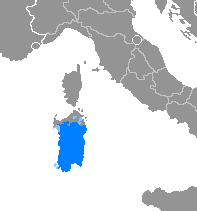
Extension géographique
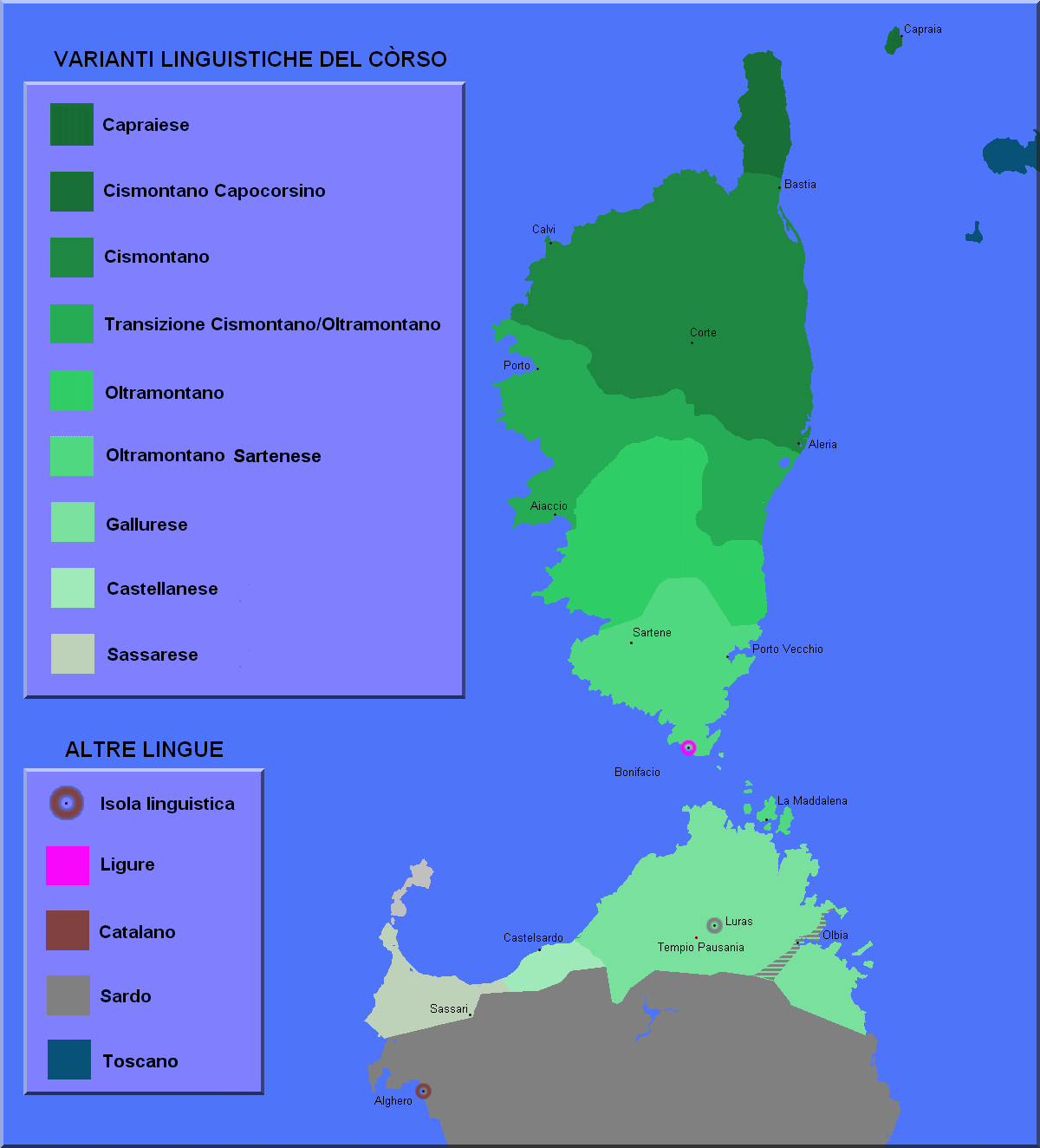
(it) La continuité linguistique vers le corse et le toscan
(it) Les autres langues de l'Italie
Les autres langues romanes

### Période classique

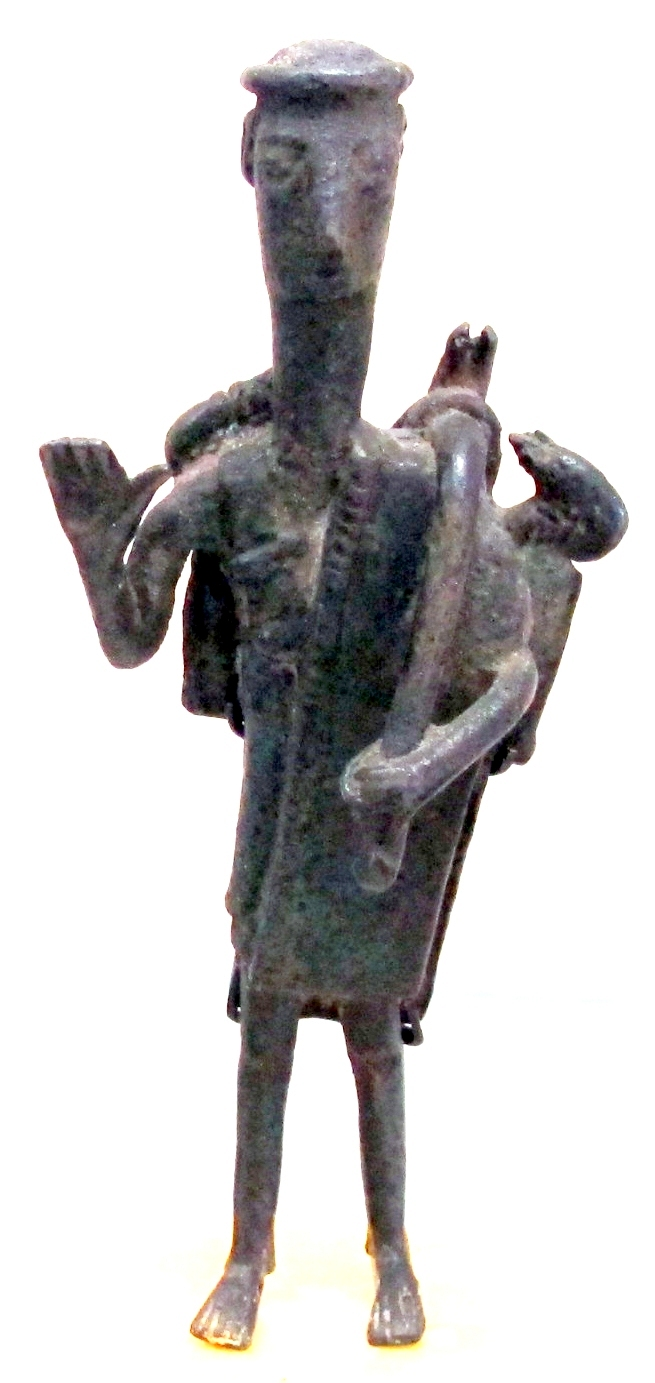
Chasseur, statuette de bronze, période nuragique.

Vers les Xe et IXe siècles av. J.-C., les marchands phéniciens étaient connus pour leur présence en Sardaigne, qui servait de médiateur géographique entre la péninsule ibérique et la péninsule italienne. Aux VIIIe et VIIe siècles, les Phéniciens ont commencé à établir des établissements permanents, politiquement organisés comme des cités-États, de la même manière que les zones côtières libanaises. Il ne fallut pas longtemps avant qu'ils ne commencent à graviter autour de la sphère d'influence carthaginoise, dont le niveau de prospérité poussa Carthage à envoyer une série de forces expéditionnaires sur l'île; bien que repoussée au départ par les indigènes, la ville nord-africaine poursuivit vigoureusement une politique d'impérialisme actif et, au sixième siècle, réussit à établir sa domination politique et militaire dans le sud-ouest de la Sardaigne. Le punique a commencé à être parlé dans la région, et beaucoup de mots sont entrés dans l'ancien sarde aussi bien. Des noms comme giara "plateau" (cf. hébreu ya'ar:"forêt, maquis"), g(r)uspinu "nasturtium" (cf. punique cusmin), curma "rue de Chalep" (cf. ḥarmal "rue de Syrie"), mítza "source d'eau" (cf. hebreu mitsa, motza "lieu d'où émerge quelque chose"), síntziri "prêle des marais" (du punique zunzur "renouée des oiseaux"), tzeúrra "pousse" (du punique zeraʿ "pépin"), tzichirìa "aneth" (du Punique sikkíria ; cf. hebreu šēkhār "bière") et tzípiri "romarin" (du punique zibbir) sont couramment utilisés, en particulier dans les variétés modernes sardes de la plaine campidanaise, tandis que vers le nord l'influence est plus limitée aux noms de lieux, comme Macumadas dans la province de Nuoro ou Magumadas dans Gesico et Nureci, qui proviennent du punique maqom hadash "nouvelle ville",.

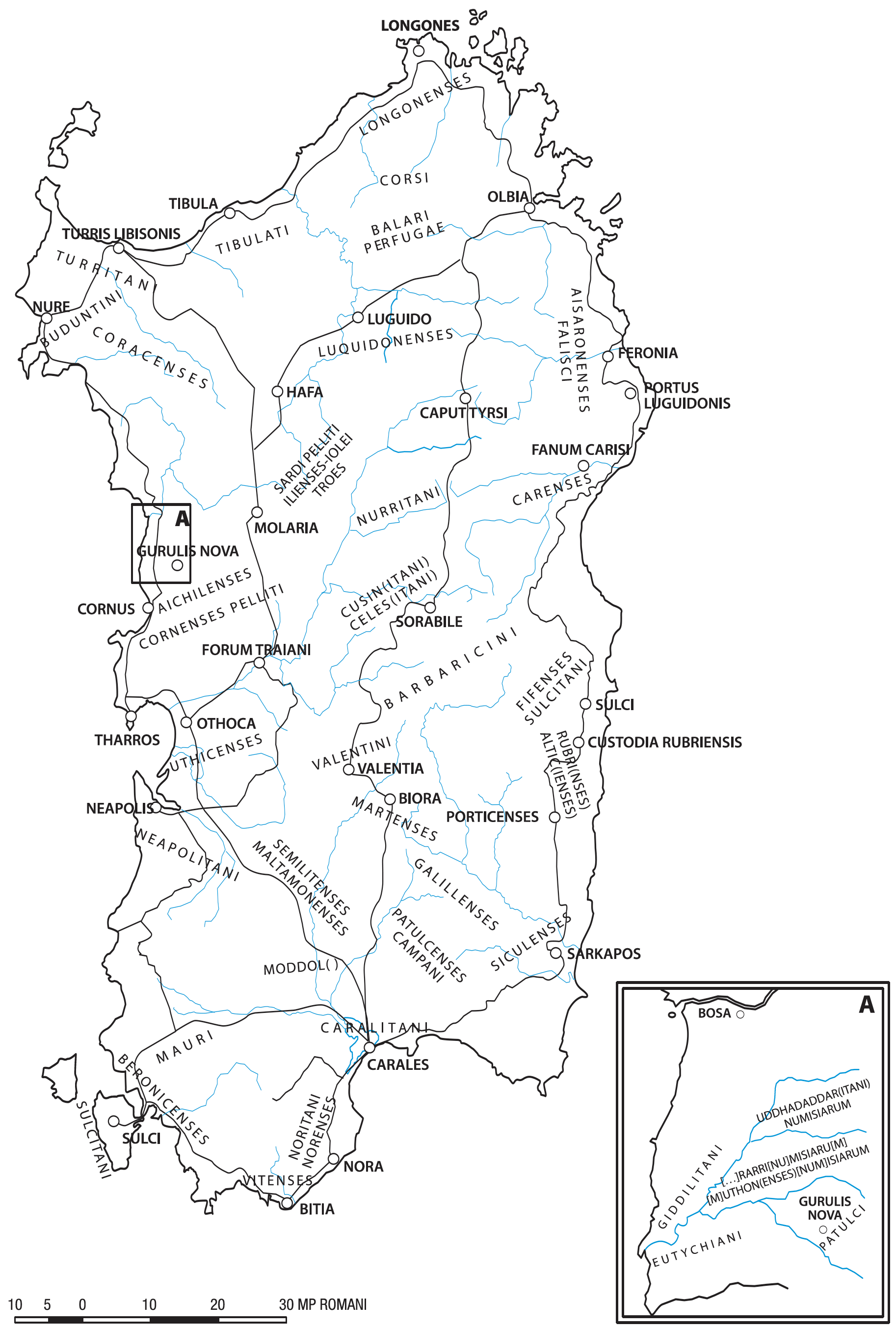
Les tribus sardes décrites par les Romains.

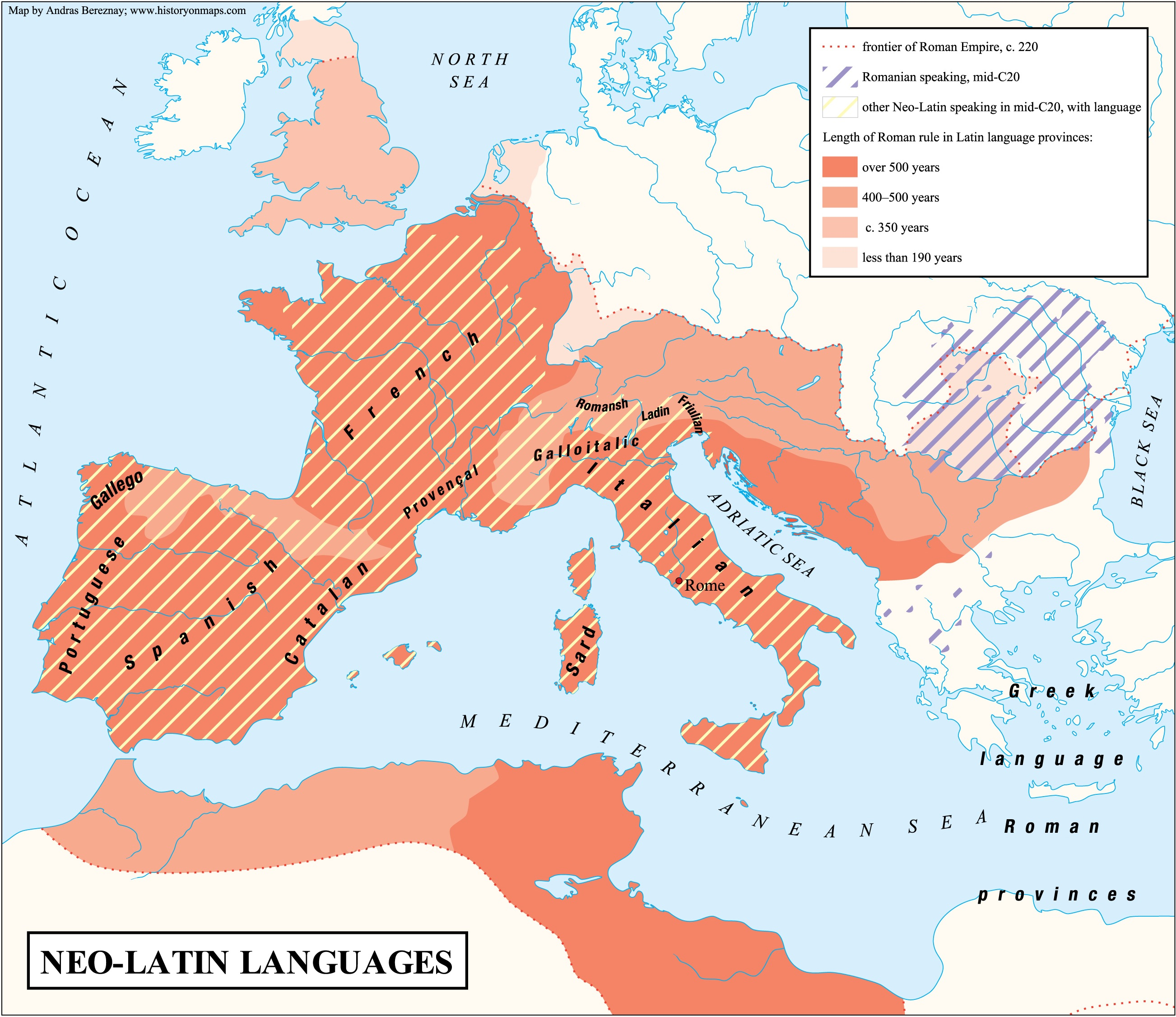
Durée de la domination romaine et apparition des langues romanes

La domination romaine a commencé en 238 av. J.-C. et a apporté le latin en Sardaigne, mais elle a été souvent contestée par les tribus sardes locales et s'est avérée incapable de remplacer complètement les langues sardes pré-latines, y compris le punique, qui a continué à être parlé pendant le IVe siècle. Quelques obscures racines nuragiques sont restées inchangées, et dans de nombreux cas le latin a accepté les racines locales (comme nur, probablement de Norax, qui fait son apparition dans nuraghe, Nurra, Nurri et plusieurs autres toponymes). La Barbagia, région montagneuse centrale de l'île, tire son nom du latin Barbaria (terme qui signifie " terre des barbares ", d'origine similaire au mot Barbarie), parce que son peuple a longtemps refusé l'assimilation culturelle et linguistique: 50% des toponymes de la Sardaigne centrale, particulièrement sur le territoire d'Olzai, ne sont en réalité liés à aucune langue connue.
Pendant la domination romaine, l'île connaît une nouvelle période d'isolement, dans laquelle elle devient une terre d'exil parmi des populations considérées comme proches des populations africaines et vouées au banditisme et à la piraterie. Célèbres sont les invectives de Cicéron qui, en se moquant des Sardes rebelles au pouvoir romain, dénonçait leur manque de fiabilité en raison de leur supposée origine africaine, ayant en haine leur disposition à l'égard de Carthage plutôt que de Rome, et une langue incompréhensible.
Pendant la longue domination romaine, le latin devint cependant progressivement la langue de la majorité des habitants de l'île. En conséquence de ce processus de romanisation, la langue moderne sarde est aujourd'hui classée comme romane ou néo-latine, avec quelques traits phonétiques qui ressemblent au vieux latin. Certains linguistes affirment que le sarde moderne, faisant partie du groupe des langues romanes insulaires, a été la première langue à se séparer du latin, et que toutes les autres langues ont évolué du latin vers le roman continental.
À cette époque, la seule littérature produite en Sardaigne l'était principalement en latin : les langues pré-romaines autochtones (paléo-sardes) et non autochtones (puniques) étaient déjà éteintes (la dernière inscription punique en Bithia, au sud de la Sardaigne, date du deuxième ou troisième siècle de notre ère). Quelques poèmes gravés en grec ancien et en latin (les deux langues les plus prestigieuses de l'Empire romain) se trouvent dans la grotte des couleuvres, à Calaris ou Cagliari ( Grutta'e sa Pibera  en sarde, Grotta della Vipera en italien, Cripta Serpentum en latin), un monument funéraire construit par Lucius Cassius Philippus (romain exilé en Sardaigne) en mémoire de son épouse morte Atilia Pomptilla. Nous avons aussi des œuvres religieuses de Saint Lucifer et d'Eusèbe, tous deux de Cagliari.
Bien que la Sardaigne ait été influencée culturellement et gouvernée politiquement par l'Empire byzantin pendant près de cinq siècles, le grec n'est pas entré dans la langue à l'exception de quelques expressions rituelles ou formelles en sarde utilisant la structure grecque et, parfois, l'alphabet grec,. Les condaghes, les premiers documents écrits en sarde, sont la preuve en ce sens. De la longue époque byzantine, il n'y a que quelques entrées, mais elles donnent déjà un aperçu de la situation sociolinguistique de l'île où, en plus de la langue néo-latine quotidienne de la communauté, le grec était également parlé par les classes dirigeantes. Certains toponymes, tels que Jerzu (que l'on pense dériver du grec khérsos, "sec, stérile") et les noms personnels Mikhaleis, Konstantine et Basilis, démontrent une influence grecque.

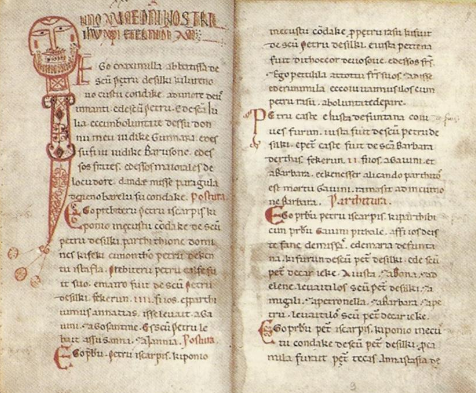
Le condaghe de San Pietro di Silki (1065-1180), écrit en sarde.

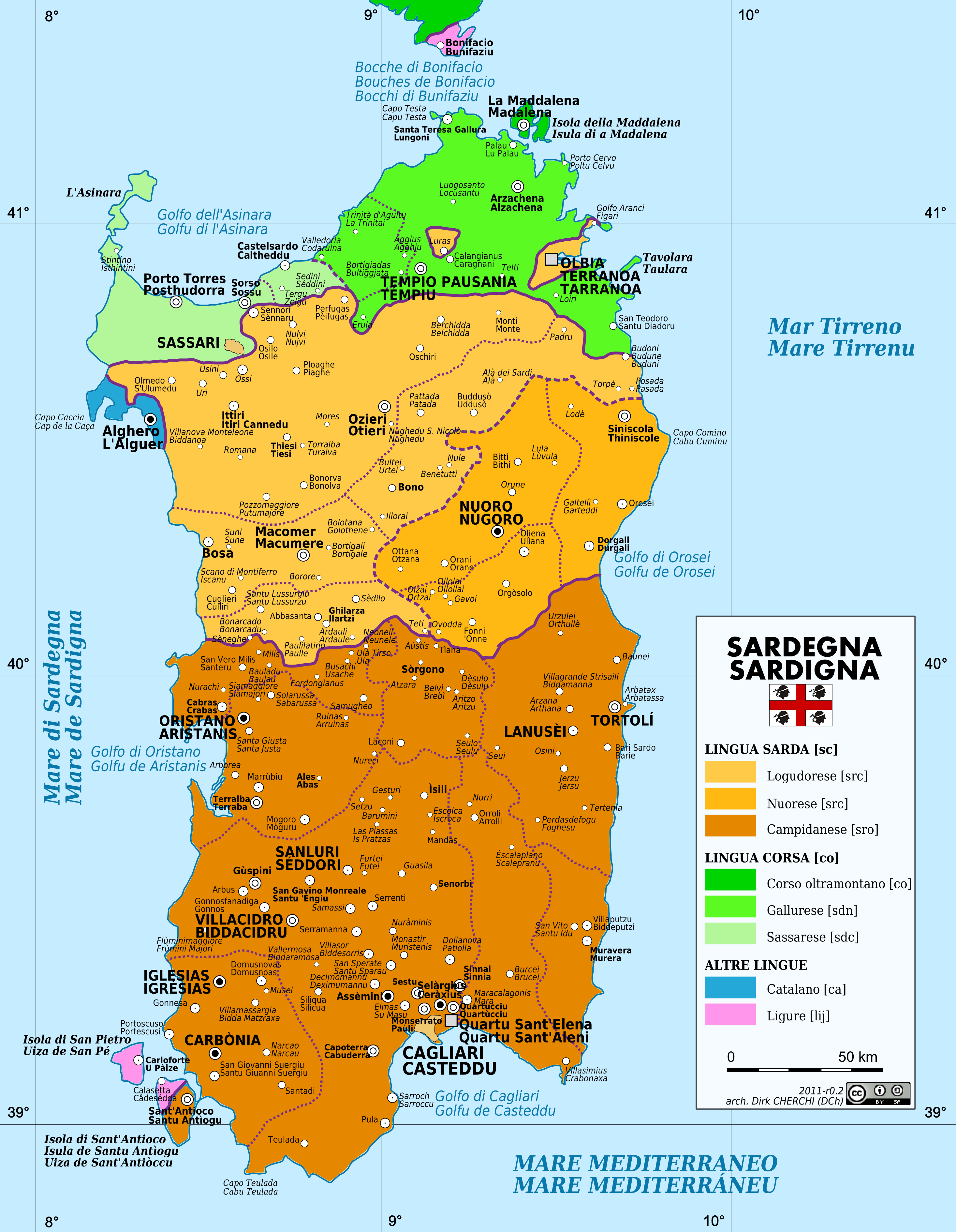
Les dialectes depuis la fin du Moyen Âge : corse et gallurese (vert), sarde (orange), catalan (bleu)

Avec la conquête du sud de l'Italie et de la Sicile par les musulmans, les communications entre Constantinople et la Sardaigne se rompirent, et les quartiers sardes devinrent progressivement plus autonomes vis-à-vis de l'œcumène byzantin (grec: οἰκουμένη). La Sardaigne a ensuite été ramenée dans la sphère culturelle latine.

### Période des Judicats
Le sarde fut la première langue romane de tous à obtenir un statut officiel, utilisée par les quatre Judicats,,,, d'anciens districts byzantins devenus des entités politiques indépendantes après que l'expansion arabe en Méditerranée eut coupé tous liens entre l'île et Byzance. L'exceptionnalité de la situation sarde, qui constitue en ce sens un cas unique dans tout le panorama roman, consiste dans le fait que les textes officiels ont été rédigés dès le début en sarde et ont complètement exclu le latin, contrairement à ce qui s'est passé à la même époque en France, en Italie et dans la péninsule ibérique ; le latin, même officiel, n'était en fait utilisé que dans les documents concernant les relations avec le continent.
L'un des documents les plus anciens laissés en sarde (la Carta Volgare) provient du Judicat de Cagliari et a été publié par Torchitorio I de Lacon-Gunale vers 1070, en utilisant l'alphabet grec. Le vieux sarde avait plus d'archaïsmes et de latinismes que la langue actuelle. Alors que les premiers documents montrent l'existence d'un koine sarde précoce,, la langue utilisée par les différents Judicats présentait déjà un certain éventail de variations dialectales,. Une position particulière était occupée par le Judicat d'Arborée, le dernier royaume sarde à tomber aux mains de puissances étrangères, dans lequel était parlé un dialecte de transition. La Carta de Logu du Royaume d'Arborée, l'une des premières constitutions de l'histoire, rédigée en 1355-1376 par Marianus IV et la Reine, la "giudicessa" (judikessa en sarde, jutgessa en catalan) Éléonore, fut écrite dans cette variété sarde, et resta en vigueur jusqu'en 1827. On présume que les juges arboréens ont tenté d'unifier les dialectes sardes afin d'être les dirigeants légitimes de toute l'île sous un seul état (républica sardisca "République sarde"); un tel but politique, après tout, était déjà manifeste en 1164, lorsque le juge arboreen Barison ordonna que son grand sceau soit fait avec les écrits "Baresonus Dei Gratia Rei Sardiniee" ("Barison, par la grâce de Dieu, roi de Sardaigne") et "Est vis Sardorum pariter regnum Populorum" ("Le règne du peuple est celui du peuple sarde").
| Extrait du condaghe de Bonarcado, 22 (1120-1146) |
| --- |
| « Ego Gregorius, priore de Bonarcadu, partivi cun iudice de Gallulu. Coiuvedi Goantine Mameli, serbu de sancta Maria de Bonarcadu, cun Maria de Lee, ancilla de iudice de Gallul. Fegerunt II fiios: Zipari et Justa. Clesia levait a Zipari et iudice levait a Justa. Testes: Nigola de Pane, Comida Pira, Goantine de Porta, armentariu dessu archipiscobu. » |

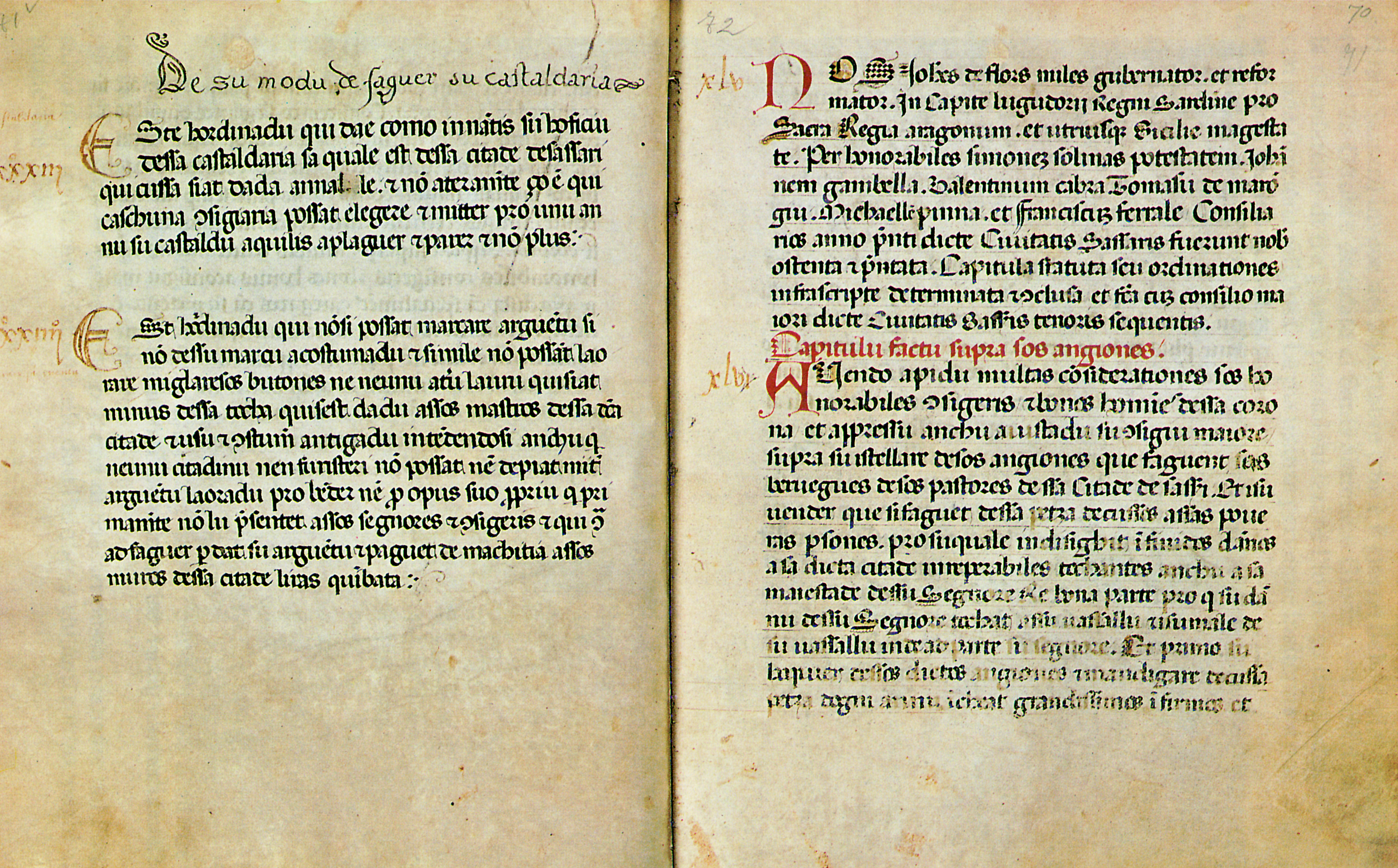
Les Statuts de Sassari (XIVe s.).

Dante Alighieri écrit dans son essai De vulgari eloquentia de 1302-05 que les Sardes, n'étant pas italiens (Latii) et n'ayant pas de lingua vulgaris à eux, ont plutôt singé le latin,,,,,. L'opinion de Dante a été rejetée, car le Sarde avait suivi son propre courant d'une manière déjà inintelligible aux non-îliens. Dans le vers populaire du XIIe siècle tiré du poème en occitan Domna, tant vos ai preiada de Raimbaut de Vaqueiras, le sarde incarne, avec l'allemand et le berbère, une langage bizarre, faisant dire à l'épouse du troubadour "No t'entend plui d'un Todesco / Sardesco o Barbarì" ("Je ne vous comprends pas mieux que je comprends un Allemand / un Sarde ou un Berbère"),,,,. Le poète toscan Fazio degli Uberti fait référence aux Sardes dans son poème Dittamondo comme "una gente che niuno non la intende / né essi sanno quel ch'altri pispiglia" ("un peuple que personne ne peut comprendre / ni ne parvient à connaître ce que disent les autres peuples"),,.
Le géographe musulman Muhammad al-Idrisi, qui vivait à Palerme, en Sicile, à la cour du roi Roger II, écrit dans son ouvrage Kitab Nuzhat al-mushtāq fi'khtirāq al-āfāq ("Le livre des voyages agréables en terre lointaine" ou, simplement, "Le livre de Roger") que "Les Sardes sont ethniquement Rūm Afāriqah (Romano-africains), comme les Berbères; ils évitent les contacts avec toutes les autres nations de Rūm et sont des gens déterminés et courageux qui ne quittent jamais les armes",,,. En effet, le sarde était perçu comme assez similaire aux dialectes latins autrefois parlés par les Berbères chrétiens en Afrique du Nord, ce qui donnait du crédit à la théorie selon laquelle le latin vulgaire, tant en Afrique qu'en Sardaigne, présentait une richesse significative de parallélismes. J. N. Adams est d'avis que la présence de plusieurs mots assez rares dans le reste du paysage du roman, tels que acina (raisin), pala (épaule), ou même spanus en latin africain et le sarde spanu ("rougeâtre"), pourrait prouver qu'il existait une bonne quantité de vocabulaire autrefois partagé entre l'Afrique et la Sardaigne.
La littérature de cette période se compose principalement de documents juridiques, en plus de la Carta de Logu précitée. Le premier document contenant des éléments sardes est un don de 1063 à l'abbaye de Montecassino signé par Barisone I de Torres. Autres documents sont la Carta Volgare (1070-1080) en sarde campidanais, le Privilege Logudorais (1080), la donation du Torchitorio (dans les archives de Marseille), la Carte Marsellaise 1190-1206 (en sarde campidanais) et une communication 1173 entre l'évêque Bernardo de Civita et Benedetto, qui a dirigé l'Opera del Duomo à Pise. Les Statuts de Sassari (1316) et de Castelgenovese (v. 1334) sont écrits en sarde logudorais.
Dans la deuxième moitié du XIIIe siècle date la première chronique écrite dans la lingua sive ydiomate sardo, suivant les caractéristiques stylistiques typiques de l'époque. Le manuscrit, écrit par une personne anonyme et conservé aux Archives d'État de Turin, porte le titre de Condagues de Sardina et retrace les événements des juges qui se sont succédé au Judicat de Torres ; la dernière édition critique de la chronique fut rééditée en 1957 par Antonio Sanna.

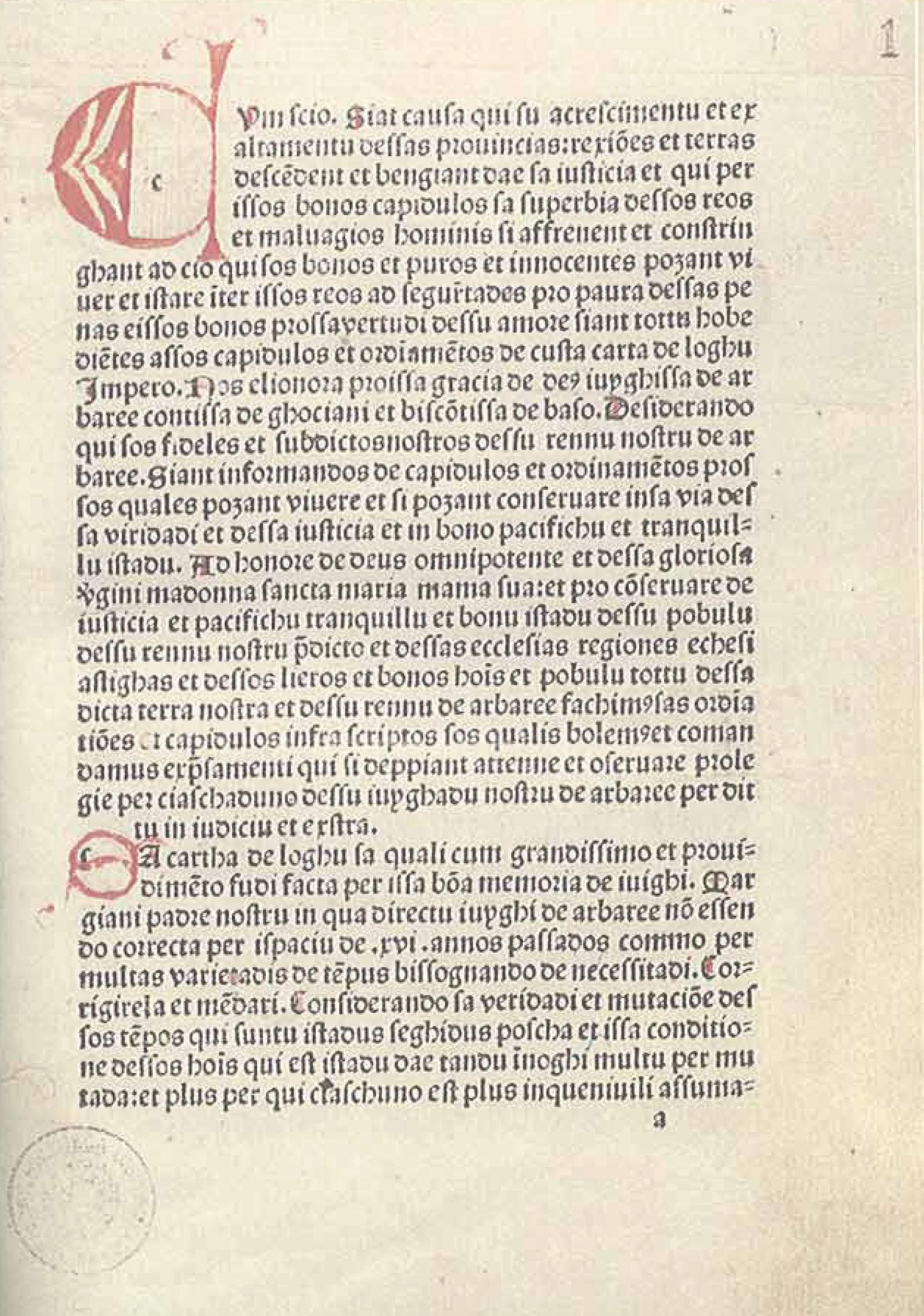
Première page de la Carta de Logu arboréen.

### Période ibérique - Influence catalane et espagnole
Avec la conquête des Judicats de Cagliari et de Gallura, le pape Boniface VIII crée le royaume de Sardaigne et de Corse (Regnum Sardiniæ et Corsicæ) le 4 avril 1297, afin de pacifier les conflits en Sicile entre la couronne d’Aragon et la maison d’Anjou. Cela a conduit à la création du Royaume aragonais de Sardaigne et à une longue période de guerre entre les Aragonais et les Sardes, qui s'est terminée par une victoire aragonaise à Sanluri en 1409 et la renonciation à tout droit successoral signé par Guillaume II de Narbonne en 1420. Pendant cette période, le clergé adopta le catalan comme langue principale, reléguant le sarde à un statut secondaire mais néanmoins pertinent au regard des actes officiels et de la loi du Royaume (la Carta de Logu fut étendue à la plus grande partie de l'île en 1421 par le Parlement). En accord avec le De rebus Sardois de Fara, l'avocat sarde Sigismondo Arquer, auteur de Sardiniae brevis historia et descriptio dans la Cosmographia Universalis de Sebastian Münster (dont le paragraphe sur la langue aurait été extrapolé grossièrement également par Conrad Gessner dans son Sur les différentes langues utilisées par les différentes nations du globe), a déclaré que le sarde prévalait dans la majeure partie du Royaume, en particulier dans l'intérieur rural, le catalan et l'espagnol étant parlés dans les villes où la classe dominante est éventuellement plurilinguée dans les langues indigènes et ibériques; Alghero est encore aujourd'hui une enclave catalanophone en Sardaigne.
La guerre de longue durée et la peste noire ont eu un effet dévastateur sur l'île, dépeuplant une grande partie de l'île. Les habitants de l'île voisine de la Corse commencèrent à s'installer sur la côte nord de la Sardaigne, ce qui donna naissance aux Sassarais et aux Gallurais,.
| Extrait de sa Vitta et sa Morte, et Passione de sanctu Gavinu, Prothu et Januariu (A. Cano, ~1400) |
| --- |
| O Deu eternu, sempre omnipotente, In s’aiudu meu ti piacat attender, Et dami gratia de poder acabare Su sanctu martiriu, in rima vulgare, 5. De sos sanctos martires tantu gloriosos Et cavaleris de Cristus victoriosos, Sanctu Gavinu, Prothu e Januariu, Contra su demoniu, nostru adversariu, Fortes defensores et bonos advocados, 10. Qui in su Paradisu sunt glorificados De sa corona de sanctu martiriu. Cussos sempre siant in nostru adiutoriu. Amen. |

Bien que le catalan soit largement parlé et écrit sur l'île à cette époque (laissant une influence durable en sarde), il existe quelques écrits sur le sarde, qui a été estimé comme étant la langue ordinaire des Sardes par les Jésuites en 1561. L'un d'eux est Sa Vitta et sa Morte, et Passione de sanctu Gavinu, Brothu et Ianuariu, écrit par Antòni Canu (1400-1476) et publié en 1557.

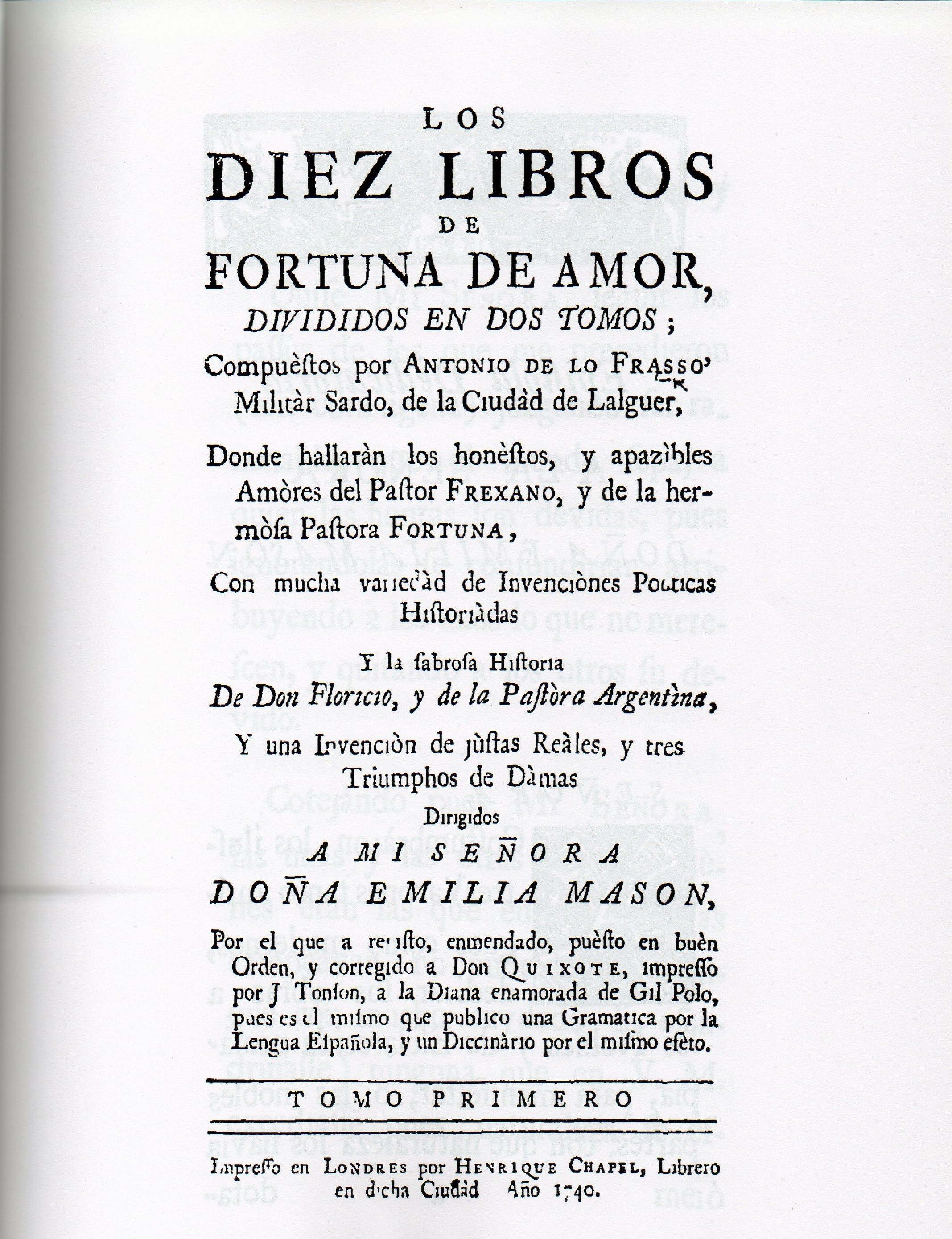
Les Dix Livres de Fortune d'amour, roman pastoral écrit en espagnol par le poète sarde Antonio de Lofraso (1573).

Le XVIe siècle est plutôt marqué par un nouveau renouveau littéraire sarde : Rimas Spirituales, de Hieronimu Araolla, visait à "glorifier et enrichir le sarde, notre langue" (magnificare et arrichire sa limba nostra sarda) comme l'avaient déjà fait les poètes espagnols, français et italiens pour leurs langues (la Deffense et illustration de la langue française et il Dialogo delle lingue), Antonio Lo Frasso, poète né à Alghero (ville dont il se souvient affectueusement) qui a passé sa vie à Barcelone, a écrit des poèmes lyriques en sarde.
Par le mariage d'Isabelle de Castille et de Ferdinand II d'Aragon en 1469 et, plus tard en 1624, la réorganisation de la monarchie dirigée par le comte-duc d'Olivares, la Sardaigne rejoindra progressivement une large sphère culturelle espagnole et quittera l'exclusive aragonaise. L'espagnol était perçu comme une langue élitiste, gagnant du terrain parmi la classe dirigeante sarde ; l'espagnol avait donc une influence profonde sur le sarde, surtout dans ces mots, styles et modèles culturels en raison du prestigieux rôle international de la monarchie des Habsbourg et de la Cour. La plupart des auteurs sarde ont écrit en espagnol et sarde jusqu'au XIXe siècle et étaient bien versés dans la première, comme Vicente Bacallar y Sanna qui était un des fondateurs de la Real Academia Española. Une exception notable est Pedro Delitala (1550-1590), qui décide d'écrire en italien,. Néanmoins, la langue sarde conserve une grande partie de son importance, étant la seule langue que les habitants des zones rurales continuent de parler.
Le sarde était également l'une des rares langues officielles, avec l'espagnol, le catalan et le portugais, dont la connaissance était requise pour être un officier dans les tercios espagnols.
Entre-temps, le prêtre orgolais Ioan Matheu Garipa, qui traduisait l'italien Leggendario delle Sante Vergini e Martiri di Gesù Cristo vers le sarde (Legendariu de Santas Virgines, et Martires de Iesu Christu) en 1627, soulignait la noblesse du sarde par rapport au latin classique et lui attribuait dans le Prologue, comme Araolla l'avait fait avant lui, une importante valeur ethnique et nationale.
Selon le philologue Paolo Maninchedda, ces auteurs, à commencer par Araolla, "n'ont pas écrit sur la Sardaigne ou en sarde pour s'intégrer dans un système insulaire, mais pour inscrire la Sardaigne et sa langue - et avec elles, eux-mêmes - dans un système européen. Élever la Sardaigne à une dignité culturelle égale à celle des autres pays européens signifiait également promouvoir les Sardes, et en particulier les Sardes éduqués, qui avaient le sentiment de manquer de racines et d'appartenance dans le "système culturel continental".

### Période savoyarde - influence italienne
« A sos tempos de sa pitzinnìa, in bidda, totus chistionaiamus in limba sarda. In domos nostras no si faeddaiat atera limba. E deo, in sa limba nadìa, comintzei a connoscher totu sas cosas de su mundu. A sos ses annos, intrei in prima elementare e su mastru de iscola proibeit, a mie e a sos fedales mios, de faeddare in s'unica limba chi connoschiamus: depiamus chistionare in limba italiana, « la lingua della Patria », nos nareit, seriu seriu, su mastru de iscola. Gai, totus sos pitzinnos de 'idda, intraian in iscola abbistos e allirgos e nde bessian tontos e cari-tristos. »
— Frantziscu Masala (it), Sa limba est s'istoria de su mundu; Condaghe de Biddafraigada, Condaghes, p. 4

« Quand j'étais enfant dans le village, nous parlions tous le sarde. Dans nos maisons, aucune autre langue n'était parlée. Et j'ai commencé à connaître toutes les choses du monde dans ma langue maternelle. Quand j'avais six ans, je suis allé à l'école primaire et l'instituteur m'a interdit, à moi et à mes camarades, de parler la seule langue que nous connaissions : nous devions parler en italien, « la lingua della Patria », a-t-il dit sérieusement. C'est ainsi que tous les enfants du village sont entrés à l'école éveillés et joyeux et en sont sortis étourdis et tristes. »
— Sa limba est s'istoria de su mundu; Condaghe de Biddafraigada, Condaghes, p. 4
L'issue de la guerre de succession espagnole détermine la souveraineté autrichienne de l'île, confirmée ensuite par les traités d'Utrecht et de Rastatt (1713-1714) bien qu'elle ne dure que quatre ans car, en 1717, une flotte espagnole réoccupe Cagliari et l'année suivante, par un traité ratifié à La Haye en 1720, la Sardaigne est attribuée à Victor-Amédée II, en contrepartie de la Sicile. L'île est ainsi entrée dans l'orbite italienne après l'orbite ibérique. Ce transfert, dans un premier temps, n'implique aucun changement de langue et de coutumes : les Sardes continuent à utiliser les langues sarde et ibérique et même les symboles dynastiques aragonais et castillan seront remplacés par la croix de Savoie seulement en 1767. La langue sarde, bien que pratiquée dans un état de diglossie, n'avait jamais été réduite au rang sociolinguistique de "dialecte", son indépendance linguistique étant universellement perçue et parlée par toutes les classes sociales ; l'espagnol, par contre, était le code linguistique de prestige connu et utilisé par les strates sociales de culture au moins moyenne, de sorte que Joaquin Arce s'y réfère en termes de paradoxe historique : Le castillan était devenu la langue commune des îliens au siècle même où ils ont officiellement cessé d'être espagnols pour devenir italiens,. Compte tenu de la situation actuelle, la classe dirigeante piémontaise, dans cette première période, se limite à maintenir les institutions politiques et sociales locales, en prenant soin de les vider de leur sens en même temps.
Cela était dû à trois raisons éminemment politiques : premièrement, la nécessité, en premier lieu, de respecter à la lettre les dispositions du Traité de Londres, signé le 2 août 1718, qui imposait le respect des lois fondamentales et des privilèges du Royaume nouvellement cédé, deuxièmement, la nécessité de ne pas générer de friction sur le front intérieur de l'île, largement pro-espagnol ; enfin, l'espoir, suscité depuis quelque temps déjà par les souverains savoyards, de pouvoir se débarrasser de la Sardaigne et récupérer la Sicile. Étant donné que l'imposition d'une nouvelle langue, telle que l'italien, en Sardaigne aurait enfreint l'une des lois fondamentales du Royaume, Victor-Amédée II souligne en 1721 que cette opération doit être menée de manière relativement furtive (insensibilmente). Cette prudence se retrouve en juin 1726 et janvier 1728, lorsque le roi a exprimé son intention de ne pas abolir le sarde et l'espagnol, mais seulement de diffuser la connaissance de l'italien. Le désarroi initial des nouveaux dominateurs, qui avaient pris le relais des précédents, à l'égard de l'altérité culturelle de la possession insulaire se manifeste par une étude spéciale, commandée et publiée en 1726 par le jésuite barolais Antonio Falletti, intitulée Memoria dei mezzi che si propone per introdurre l'uso della lingua italiana in questo Regno (« Mémoire des moyens proposés pour introduire la langue italienne dans ce Royaume »), dans laquelle il était recommandé au gouvernement savoyard de recourir au la méthode d'apprentissage ignotam linguam per notam expōnĕre (« présenter une langue inconnue [l'italien] à travers une langue connue [l'espagnol] ») pour italianiser l'île. La même année, Victor-Amédée II avait exprimé la volonté de ne plus tolérer la méconnaissance de l'italien parmi les îliens, étant donné les inconvénients que cela causait aux fonctionnaires qui venaient en Sardaigne depuis le continent. Les restrictions sur les mariages mixtes entre femmes sardes et officiers piémontais, jusqu'alors interdits par la loi, seront levées et même encouragées afin de mieux diffuser la langue parmi les autochtones.

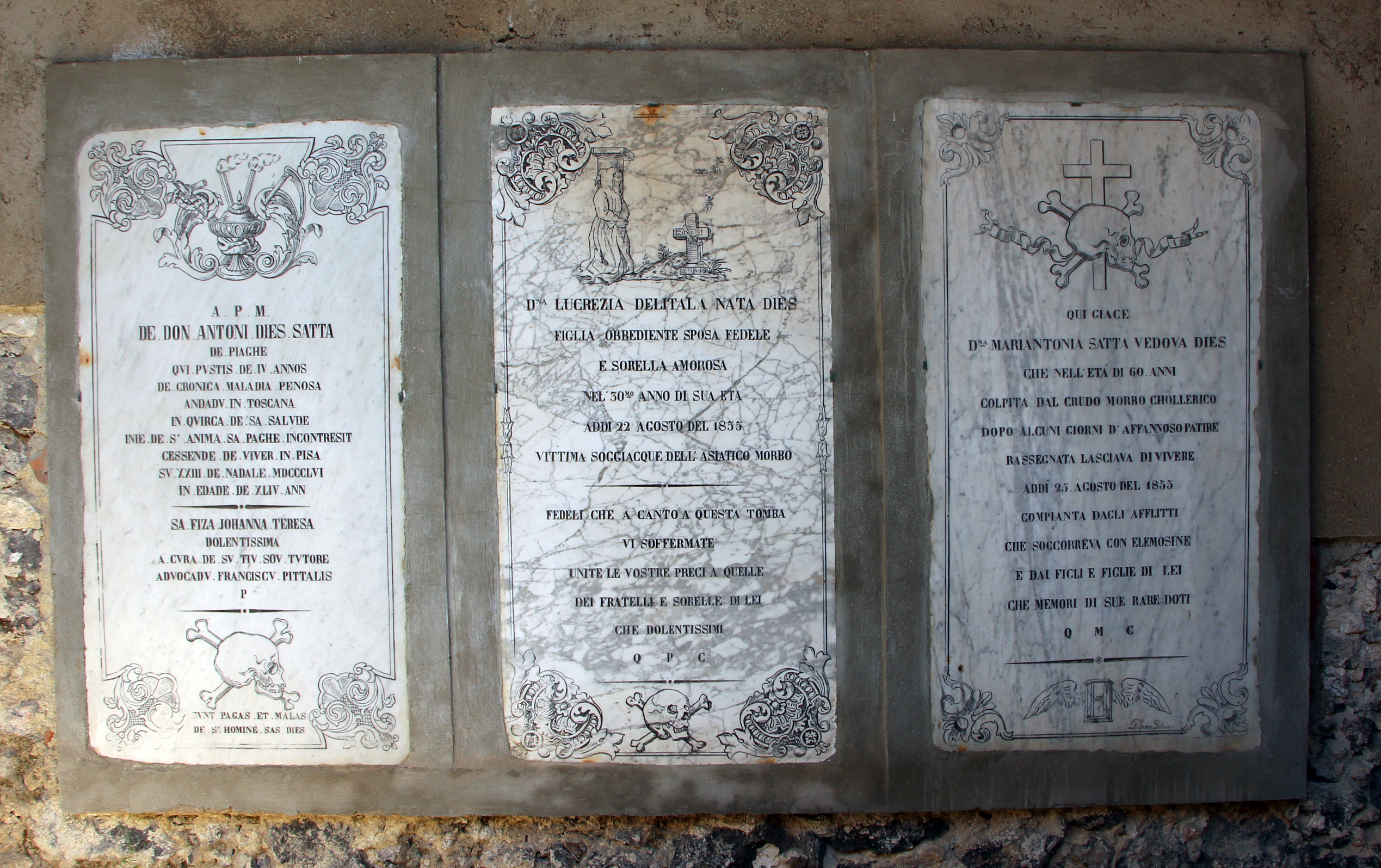
Cimetière historique de Ploaghe, où 39 épitaphes gravées en sarde et 3 en italien ont été conservées. Dans ces pierres tombales, qui remontent à la seconde moitié du XIXe siècle, il est possible d'observer le processus de conversion linguistique ; notez, à gauche, la présence d'une pierre tombale en sarde avec référence aux prénoms historiques, complètement absents dans ceux, plus à droite, écrits en italien.

La relation entre le nouvel idiome italien et l'idiome natif, inséré dans un contexte historiquement marqué par une perception d'altérité linguistique, a été immédiatement placée dans une relation (quoique inégale) entre des langues fortement distinctes, plutôt qu'entre une langue et son dialecte comme ce fut le cas dans d'autres régions italiennes ; Les Espagnols eux-mêmes, qui constituaient la classe dirigeante aragonaise et castillane, considéraient le sarde comme une langue distincte de la leur et de l'italien. L'altérité perçue du sarde était cependant aussi pleinement ressentie par les Italiens qui se rendaient sur l'île et rapportaient leur expérience avec la population locale, qu'ils comparaient aux Espagnols ou aux anciens peuples de l'Orient,,. Bien que l'italien soit considéré par certains comme « non indigène » ou « étranger », cet idiome avait jusqu'alors joué un rôle propre dans le nord de la Sardaigne, qui avait subi dans la tradition orale et écrite un processus de toscanisation qui avait commencé au XIIe siècle et s'était consolidé ensuite; dans les zones sardophones, correspondant aux centre-nord et sud de l'île, l'italien était au contraire presque inconnue parmi la population, éduquée ou non.
Néanmoins, la politique du gouvernement savoyard en Sardaigne, alors dirigée par le ministre Bogino, d'aliéner l'île de la sphère culturelle et politique espagnole afin de l'aligner sur l'Italie et particulièrement sur le Piémont,, eut pour résultat l'imposition de l'italien par une loi en 1760,,,, à la suite des États sardes de terre-ferme et notamment du Piémont, où l'usage de l'italien fut officiellement consolidé depuis des siècles et renforcé davantage par l’édit de Rivoli. En 1764, l'imposition de la langue italienne a finalement été étendue à tous les secteurs de la vie publique,, parallèlement à la réorganisation des universités de Cagliari et de Sassari, qui a vu l'arrivée du personnel continental, et celle de l'enseignement inférieur, qui a établi l'envoi d'enseignants du Piémont pour compenser l'absence de professeurs italophones sardes. Cette manœuvre n'était pas principalement liée à la promotion du nationalisme italien sur la population sarde, mais plutôt à un projet de renforcement géopolitique de la domination savoyarde sur la classe instruite de l'île, encore très liée à la péninsule ibérique, par le désinvestissement linguistique et culturel et la neutralisation des éléments portant les traces de la domination antérieure; néanmoins, l'espagnol a continué à être largement utilisé, dans les registres paroissiaux et les actes officiels, jusqu'en 1828, et l'effet le plus immédiat n'a donc été que la marginalisation sociale du sarde, puisque, pour la première fois, même les classes riches de la Sardaigne rurale (les printzipales) ont commencé à percevoir la sardophonie comme un handicap. Le système administratif et pénal français introduit par le gouvernement savoyard, capable de s'étendre de manière très articulée dans tous les villages de Sardaigne, représentait pour les Sardes le principal canal de contact direct avec la nouvelle langue hégémonique; pour les classes supérieures, même la suppression de l'ordre des Jésuites en 1774 et leur remplacement par les pro-Italien Piaristes, et les œuvres de la matrice des Lumières, imprimées dans le continent, jouèrent un rôle considérable dans leur italianisation primaire. Dans le même temps, divers cartographes piémontais ont italianisé les toponymes de l'île : bien que certains soient restés inchangés, la plupart ont subi un processus d'adaptation à la prononciation italienne, sinon de remplacement par des désignations en italien, qui continue aujourd'hui, souvent artificielles et résultant d'une mauvaise interprétation de la signification dans l'idiome local.
À la fin du XVIIIe siècle, dans le sillage de la Révolution française, un groupe de petite bourgeoisie, appelé « Parti patriotique », se forme, méditant sur l'établissement d'une République sarde libérée du joug féodal et sous protection française ; ainsi, de nombreux pamphlets diffusés sur l'île, imprimés principalement en Corse et écrits en sarde, dont le contenu, inspiré par les valeurs des Lumières et apostrophé par les évêques sardes comme « Jacobin-Maçonnique », a incité le peuple à se rebeller contre la domination du Piémont et les abus baronaux dans la campagne. Le produit littéraire le plus célèbre de cette période de tension, qui éclate le 28 avril 1794, est le poème anti-féodal de Su patriotu sardu a sos feudatarios, testament moral et civil nourri des idéaux démocratiques français et marqué par un sentiment patriotique renouvelé,.
La première étude systématique de la langue sarde a été rédigée en 1782 par le philologue Matteo Madau, sous le titre de Il ripulimento della lingua sarda lavorato sopra la sua antologia colle due matrici lingue, la greca e la latina. Dans l'introduction, il s'est plaint du déclin général de la langue (« La langue de la Sardaigne, notre nation, vénérable pour son antiquité, précieuse pour l'excellent fonds de ses dialectes, nécessaire pour la société privée et publique de nos compatriotes, mensonge en somme l'oubli à ce jour, par les mêmes abandonnée et par les étrangers niée comme inutile »), l'intention patriotique qui animait Madau était en fait celle de tracer le chemin idéal par lequel le sarde pourrait parvenir à la reconnaissance définitive comme la seule langue nationale de l'île,,, ; cependant, le climat de répression du gouvernement savoyard envers la culture sarde aurait conduit Madau à voiler ses propositions avec une intention littéraire, se révélant incapable de les traduire dans la réalité. Le premier volume de dialectologie comparée a été produit en 1786 par le jésuite catalan Andrés Febres, connu en Italie sous le faux nom de  Bonifacio d'Olmi , de retour de Lima où il avait publié un livre de grammaire mapuche en 1764. Après avoir déménagé à Cagliari, il s'est intéressé au sarde et a mené une recherche sur trois dialectes spécifiques ; le but du travail, intitulé  Prima gramma grammatica de' tre dialetti sardi, était de « donner les règles de la langue sarde » et inciter les Sardes à « cultiver et favoriser leur langue maternelle, avec l'italien ». Le gouvernement de Turin, après avoir examiné l'œuvre, décida de ne pas permettre sa publication : Victor-Amédée III considéra comme un affront le fait que le livre contienne une dédicace bilingue en italien et en sarde, une erreur que ses successeurs, tout en se référant à la « patrie sarde », éviteraient alors, en s'assurant de ne faire usage que d'italien. Dans le climat de restauration monarchique qui a suivi l'infructueuse révolution de Angioy, d'autres intellectuels sardes, tous caractérisés à la fois par une attitude de dévouement à leur île et de fidélité avérée à la maison de Savoie, ont posé en fait encore plus explicitement la « question de la langue sarde », mais utilisant généralement l'italien comme langue pour transmettre les textes. À une courte distance de la saison de la révolte anti-piémontaise, en 1811, il y a la timide publication du prêtre Vincenzo Raimondo Porru, qui, cependant, se réfère uniquement à la seule variante méridionale (d'où le titre d'essai Saggio di grammatica del dialetto sardo meridionale) et, par prudence envers le roi, exprimé seulement en termes d'apprentissage de l'italien, au lieu de protection du sarde. Il convient de noter la Ortographia sarda nationale (« Orthographe nationale sarde ») par le chanoine, professeur et sénateur Giovanni Spano, qui a élevé une variante sarde unanimement acceptée comme une koinè, illustre en raison de sa relation étroite avec le latin, de la même manière que le dialecte florentin s'était établi en Italie comme « italien illustre »,.

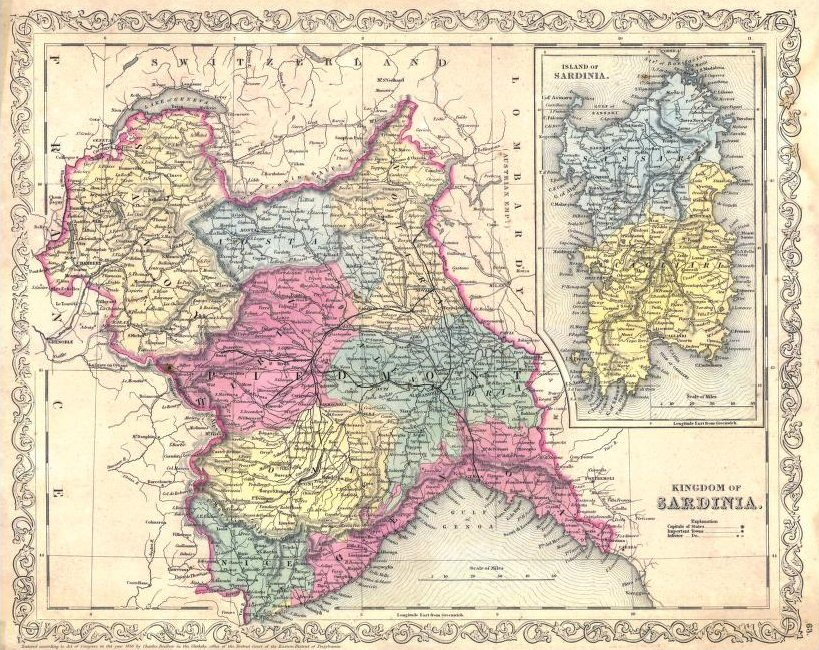
Le royaume de Piémont-Sardaigne en 1856.

Selon le juriste italien Carlo Baudi di Vesme, l'interdiction et l'éradication de la langue sarde de tout profil privé et social de l'île aurait été souhaitable et nécessaire, en tant qu'œuvre d'« incivilisation » de l'île, pour qu'elle soit ainsi intégrée dans l'orbite désormais nettement italienne du Royaume. L'enseignement primaire, dispensé uniquement en italien, a donc contribué à une lente diffusion de cette langue parmi les autochtones, provoquant pour la première fois un processus d'érosion et d'extinction linguistique ; le sarde était en effet présenté par le système éducatif italien comme la langue des socialement marginalisés, ainsi que sa limba de su famine ou sa lingua de su famini (« la langue de la faim »), et coresponsable endogène de l'isolement et de la misère de l'île, et inversement l'italien était présenté comme un agent d'émancipation sociale à travers son intégration socio-culturelle avec le continent. En 1827, la Carta de Logu, le corpus juridique historique traditionnellement connu sous le nom de « consuetud de la nació sardesca », fut finalement abrogé en faveur des Leggi civili e criminali del Regno di Sardegna,.
La fusion parfaite avec le continent, né sous les auspices d'une "transplantation en Sardaigne, sans réserves ni obstacles, de la civilisation et de la culture continentales", aurait déterminé la perte de l'autonomie politique sarde résiduelle, et marqué le moment historique où, par convention, "la langue de la nation sarde a perdu sa valeur comme instrument de reconnaissance ethnique d'un peuple et sa culture, pour être codifiée et renforcée, et est devenue l'un des nombreux dialectes régionaux subordonnés à la langue nationale".
Malgré ces politiques d'acculturation, l'hymne du royaume de Sardaigne (composé par Vittorio Angius et mis en musique par Giovanni Gonella en 1843) aurait été  S'hymnu sardu nationale  jusqu'en 1861, remplacé par la Marcia Reale. Le chanoine Salvatore Carboni publia à Bologne, en 1881, un ouvrage controversé intitulé Sos discursos sacros in limba sarda, dans lequel il regrettait que la Sardaigne hoe provinzia italiana non podet tenner sas lezzes e sos attos pubblicos in sa propia limba (« en tant que province italienne, elle ne peut avoir de lois et actes publics en sa propre langue ») et, affirmant que sa limba sarda, totu chi non-offiziale, durat in su Populu Sardu cantu durat durat sa Sardigna (« la langue sarde, bien que non officielle, durera dans le peuple sarde aussi longtemps que la Sardaigne »), il se demande enfin : Proite mai nos hamus a dispreziare cun d'unu totale abbandonu sa limba sarda, antiga et nobile cantu's italiana, sa franzesa et s'ispagnola? (« Pourquoi mépriser avec un abandon total la langue sarde, vieille et noble comme l'italien, le français et l'espagnol ? »),.
La politique d'assimilation forcée a atteint son point culminant au cours des vingt années du régime fasciste, qui a finalement déterminé l'entrée définitive de l'île dans le système culturel national à travers le travail conjoint du système éducatif et du système à parti unique, dans un crescendo d'amendes et d'interdictions qui a conduit à un nouveau déclin sociolinguistique du sarde,. Parmi les diverses expressions culturelles soumises à la censure, le régime a également réussi à interdire, de 1932 à 1937 (1945 dans certains cas), le sarde de l'église et des manifestations du folklore de l'île, comme les concours poétiques organisés dans cette langue,,,; paradigmatique est le cas de Salvatore Poddighe, tué désespérément après le vol de son grand œuvre, Sa Mundana Cummedia.

### L'époque contemporaine

Le sarde est l'une des communautés linguistiques minoritaires officiellement reconnues en Italie.

La prise de conscience du thème de la langue sarde dans l'agenda politique est entrée beaucoup plus tard que dans d'autres périphéries européennes marquées par la présence de minorités ethniques et linguistiques: au contraire, cette période a été marquée par le rejet du sarde par les classes moyennes italianisées, la langue et la culture sarde étant encore considérées comme les symboles du sous-développement de la région. En fait, une forte opposition à la langue a été observée au niveau institutionnel et dans le circuit intellectuel italien, une conception alors intériorisée dans l'imaginaire nationale, elle a été (la plupart du temps pour des raisons idéologiques ou comme un résidu, adoptée par inertie, de coutumes données par les premiers) souvent étiquetée comme un "dialecte italien", contrairement à l'opinion des chercheurs et même de certains nationalistes italiens comme Carlo Salvioni, souffrant de toutes les discriminations et préjugés liés à une telle association, étant notamment considéré comme une "forme basse" d'expression, et la démonstration d'un certain "traditionalisme",.
Au moment de la rédaction du statut autonome, le législateur a décidé d'éviter comme base de la spécialité sarde les références à l'identité géographique et culturelle,,,, considérées comme des précurseurs dangereux de revendications autonomistes plus radicales ou même indépendantistes; le projet de statut, qui émerge dans un contexte national déjà modifié par la rupture de l'unité antifasciste, et dans un contexte marqué par les faiblesses chroniques de la classe dirigeante sarde et la radicalisation entre les revendications fédéralistes locales et celles, à l'inverse, plus ouvertement hostiles à l'idée d'autonomie pour l'île, apparaît finalement comme le résultat d'un compromis, se limitant plutôt à reconnaître certaines revendications socio-économiques contre le continent,, comme la demande du développement industriel sarde par des installations militaires et des « plans spécifiques de relance » préparés par le gouvernement central. Bien loin d'affirmer une autonomie sarde fondée sur la reconnaissance d'une identité culturelle spécifique, le résultat de cette saison n'a donc été que « un autonomisme clairement inspiré par l'économisme, parce que nous ne voulions pas ou ne pouvions pas dessiner une autonomie forte, culturellement motivée, une spécificité sarde qui ne se termine pas par un retard et une pauvreté économique ». Le statut, qui a finalement été rédigé par la Commission des 75 à Rome, était justifié par le "retard" économique particulier de la région, à la lumière duquel on espérait que le "plan de renaissance" industriel susmentionné serait rapidement mis en œuvre pour l'île : contrairement à d'autres statuts spéciaux, le statut sarde ne faisait pas référence à la communauté effective visée dans ses sphères sociales et culturelles, qui étaient plutôt encadrées dans une seule communauté, à savoir la communauté nationale italienne. Emilio Lussu, qui confie à Pietro Mastino qu'il n'a voté en faveur du projet final que " pour éviter que le statut ne soit pas approuvé même sous cette forme réduite ", est le seul membre, lors de la session du 30 décembre 1946, à revendiquer en vain l'obligation d'enseigner la langue sarde, arguant qu'il s'agit d'" un patrimoine millénaire qui doit être préservé ".
Entretemps, des politiques d'assimilation auraient également été appliquées après la seconde Guerre mondiale, avec une italianisation progressive des sites historiques et des objets de la vie quotidienne et une éducation obligatoire qui enseignait l'usage de la langue italienne, sans prévoir un enseignement parallèle de la langue sarde et, au contraire, en la décourageant activement par des interdictions et une surveillance générale de ceux qui en faisaient la promotion : les enseignants italiens méprisaient en effet cette langue, qu'ils considéraient comme un patois incompréhensible et grossier, contribuant à réduire encore plus son prestige auprès des habitants sardes eux-mêmes.
Les règles statutaires ainsi esquissées se sont révélées être un outil inadéquat pour répondre aux problèmes de l'île,; au tournant des années cinquante et soixante, d'ailleurs, le véritable processus de remplacement de la langue sarde par la langue italienne a commencé, en raison de la diffusion, tant sur l'île que dans le reste du territoire italien, des médias de masse qui ne transmettent que dans la langue italienne. Par-dessus tout, la télévision a répandu l'usage de l'italien et a facilité sa compréhension et son utilisation même parmi les personnes qui, jusqu'alors, s'étaient exprimées exclusivement en sarde. Dès la fin des années 1960,,, de nombreuses campagnes ont donc été lancées en faveur d'un bilinguisme véritablement égalitaire comme élément de sauvegarde de l'identité culturelle : la première demande a été formulée par une résolution adoptée à l'unanimité par l'Université de Cagliari en 1971, dans laquelle les autorités politiques régionales et nationales étaient invitées à reconnaître les Sardes comme minorité ethnolinguistique et le sarde comme langue officielle de l'île. Célèbre est le rappel, quelques mois avant sa mort en 1977, du poète Raimondo Piras, qui dans No sias isciau appelait à la récupération de la langue pour s'opposer à la "de-sardisation" des générations futures. Dans les années 1980, trois projets de loi ont été présentés au Conseil régional avec un contenu similaire à celui de la résolution adoptée par l'Université de Cagliari. L'une des premières lois définitivement approuvées par le législateur régional, la Legge Quadro per la Tutela e Valorizzazione della Lingua e della Cultura della Sardegna du 3 août 1993, a été immédiatement rejetée par la Cour constitutionnelle à la suite d'un recours du gouvernement central. Comme on le sait, il aurait fallu encore quatre ans pour que la législation régionale ne soit pas soumise au jugement de constitutionnalité, et deux autres années pour que le sarde soit reconnu en Italie en même temps que les onze autres minorités ethnolinguistiques.
Une étude promue par MAKNO en 1984 a révélé que les trois quarts des Sardes étaient favorables à la fois à l'enseignement bilingue dans les écoles (22 % de l'échantillon voulait une introduction obligatoire et 54,7 % facultative) et à un statut de bilinguisme officiel en Val d'Aoste et Haut Adige (62,7 % de l'échantillon pour, 25,9 % contre et 11,4 % incertain). Ces données ont été partiellement corroborées par une autre enquête démoscopique réalisée en 2008, dans laquelle 57,3% des personnes interrogées se sont montrées favorables à la présence de sardes pendant les heures d'école, en compagnie d'italiens.
Certaines personnalités pensent que le processus d'assimilation peut conduire à la mort du peuple sarde,, contrairement à ce qui s'est passé, par exemple, en Irlande. Bien que la langue et la culture sardes soient sujettes à de profonds ferments identitaires, ce que l'analyse révèle semble être une régression lente mais constante de la compétence active et passive de cette langue, pour des raisons essentiellement politiques et socio-économiques (l'utilisation de l'italien présenté comme une clé de la promotion et du progrès social, la stigmatisation associée à l'utilisation du sarde, le dépeuplement progressif des zones intérieures vers les zones côtières, l'afflux des populations de la péninsule et les problèmes potentiels de compréhension mutuelle entre les différentes langues parlées, etc: le nombre d'enfants qui utiliseraient activement le sarde s'effondre à moins de 13%, d'ailleurs concentrés dans les zones intérieures comme le Goceano, la haute Barbagia et les Baronies,,,. Compte tenu de la situation de certains centres sardes (comme Laerru, Chiaramonti et Ploaghe) dans lesquels le taux de sardophonie des enfants est égal à 0 %, il y a ceux qui parlent d'un « suicide linguistique » après quelques dizaines d'années.

Fréquence d'utilisation des langues régionales en Italie (ISTAT, 2015).

Néanmoins, selon les analyses sociolinguistiques susmentionnées, un tel processus n'est pas du tout homogène,, se présentant d'une manière beaucoup plus évidente dans les villes que dans les pays. De nos jours, le sarde est une langue dont la vitalité est reconnaissable dans un état instable de diglossie et de commutation de code, et qui n'entre pas (ou ne s'est pas largement répandue) dans l'administration, dans le commerce, dans l'église, dans l'école, dans les universités locales de Sassari, et de Cagliari et dans les médias de masse,,,. Suivant l'échelle de vitalité linguistique proposée par un panel spécial de l'UNESCO en 2003, le sarde fluctuerait entre une condition de "définitivement en danger" (les enfants n'apprennent plus la langue), également attribuée dans le Livre rouge, et une condition "de grave danger d'extinction" (gravement en danger : la langue est surtout utilisée par la génération des grands-parents vers le haut) ; selon le critère EGIDS (Expanded Graded Intergenerational Disruption Scale) proposé par Lewis et Simons, le sarde se situerait entre le niveau 7 (Instable : la langue n'est plus transmise à la génération suivante) et 8a (Moribond : les seuls locuteurs actifs de la langue appartiennent à la génération des grands-parents) correspondant respectivement aux deux grades de l'échelle UNESCO précités. Selon les données publiées par l'ISTAT en 2006, 52,5 % de la population sarde n'utilise que l'italien dans un domaine comme la famille, tandis que 29,3% pratiquent l'alternance linguistique et seulement 16,6 % déclarent utiliser le sarde ou d'autres langues non italiennes ; en dehors du milieu privé et convivial, les pourcentages sanctionnent une fois encore la prédominance exclusive de l'italien (77,1 %) au détriment du sarde ou des autres langues, toutes encore à 5,2 %.
Les années 1990 ont vu un renouveau des formes expressives de la scène musicale sarde : de nombreux artistes, allant des genres plus traditionnels comme le chant (cantu a tenore, cantu a chiterra, gosos, etc.) et le théâtre (Mario Deiana, Alessandro Serra avec le Macbettu) aux plus modernes comme le rock (Kenze Neke, Askra, Tzoku, Tazenda, etc) ou le hip-hop (Drer e CRC Posse, Quilo, Sa Razza, Malam, Menhir, Stranos Elementos, Randagiu Sardu, Futta,  su akru , etc.) utilisent le langage pour promouvoir l'île et reconnaître ses vieux problèmes et ses nouveaux défis,,,. Il y a aussi des films (comme Su Re, Bellas Mariposas, Treulababbu, Sonetaula, etc.) réalisés en sarde avec sous-titres en italien, et d'autres avec sous-titres en sarde.
Depuis les sessions d'examens de 2013, les tentatives de certains étudiants de présenter tout ou partie de l'examen en sarde,,,,,,,,,, ont récemment surpris, vu la non-institutionalisation (de facto) de la langue déjà mentionnée. De plus, les déclarations de mariage dans cette langue sont également de plus en plus fréquentes à la demande des époux,,,,.
L'initiative virtuelle de certains Sardes sur Google Maps a provoqué une agitation particulière, en réponse à une ordonnance du Ministère de l'Infrastructure qui ordonnait à tous les maires de la région d'éliminer les panneaux en sarde placés à l'entrée des villes : toutes les municipalités avaient en effet pris leur nom original depuis environ un mois, jusqu'à ce que le personnel de Google décide de retourner la toponymie en italien seulement,,.
Dans l'ensemble, des dynamiques telles que la reconnaissance tardive du statut de minorité linguistique, accompagnée d'un travail d'italianisation progressive mais omniprésente promu par le système éducatif (l'éducation ne relève pas des compétences de la région et est gérée par l'État au niveau central), le système administratif et les médias, suivie de la rupture de la transmission intergénérationnelle, ont fait que la vitalité du sarde aujourd'hui peut être définie comme gravement compromise. Il y a une division substantielle entre ceux qui pensent que la loi protégeant la langue est arrivée trop tard, estimant que son utilisation a été remplacée par celle de l'italien, et ceux qui prétendent au contraire qu'il est essentiel de renforcer l'utilisation actuelle de cette langue.
En conclusion, la communauté sarde constituerait encore, avec environ 1,7 million de locuteurs natifs autoproclamés (dont 1 291 000 sont présents en Sardaigne), la plus grande minorité ethnolinguistique reconnue en Italie, même si paradoxalement, c'est celle qui est la moins protégée. En dehors de l'Italie, où il n'existe actuellement pratiquement aucune possibilité d'enseignement structuré de la langue minoritaire susmentionnée (l'Université de Cagliari se distingue pour avoir ouvert pour la première fois un cours spécifique en 2017), des cours spécifiques sont parfois organisés dans des pays comme l'Allemagne (Université de Stuttgart, Munich, Tübingen, Mannheim, etc.), l'Espagne (Université de Gérone), l'Islande et la République tchèque (Université de Brno),; pendant un certain temps, le professeur Sugeta en a aussi tenu quelques-uns au Japon à l'Université de Waseda (Tokyo),,.
Le groupe de recherche Euromosaic, commissionné par la Commission européenne dans le but de dresser un tableau de la situation linguistique dans les territoires européens marqués par des minorités ethnolinguistiques, conclut son rapport :

« Il semble qu'il s'agisse d'une autre langue minoritaire en danger. Les agences responsables de la production et de la reproduction de la langue ne remplissent plus le rôle qu'elles ont joué dans la dernière génération. Le système éducatif ne soutient en aucune façon la langue, sa production et sa reproduction. La langue sarde ne jouit d'aucun prestige et, dans les contextes de travail, son utilisation ne découle d'aucun processus systématique, mais est simplement spontanée. Il semble qu'il s'agisse d'une langue reléguée aux interactions entre amis et parents très localisés. Sa base institutionnelle est extrêmement faible et en déclin continu. Néanmoins, il y a une certaine inquiétude parmi ses locuteurs, qui ont un lien émotionnel avec la langue et sa relation avec l'identité sarde. »

— Rapport Sardinian language use survey, Euromosaic, 1995
Entretemps, on constate que l'italien érode, avec le temps, de plus en plus d'espaces associés au sarde, aujourd'hui dans un état de déclin général à l'exception déjà mentionnée de quelques "poches linguistiques". Là où la pratique linguistique du sarde est aujourd'hui en fort déclin pour toute l'île, elle est commune dans les nouvelles générations de toute origine sociale, maintenant monolingue et monoculturelle italienne, celle du "Italien régional de Sardaigne" (souvent appelé par les sardophones, en signe de mépris ironique, italiànu porcheddìnu) : il s'agit d'una variété de l'italien qui est fortement influencée par les influences phonologiques, morphologiques et syntaxiques de la langue sarde, même chez ceux qui ne la connaissent pas.

« La subordination sociolinguistique du sarde à l'italien a conduit à un processus de dégénérescence progressive de la langue sarde en un patois qualifié d'italien régional. Ce nouveau code linguistique, qui résulte de l'interférence entre l'italien et le sarde, est particulièrement répandu parmi les classes culturelles et sociales les moins privilégiées. »

— Rapport Sardinian in Italy, Euromosaic, 1995
Comme l'explique Matteo Valdes, « la population de l'île voit, jour après jour, le déclin de ses langues d'origine. Ils sont complices de ce déclin, transmettant à leurs enfants la langue du prestige et du pouvoir, mais en même temps ils ont le sentiment que la perte des langues locales est aussi une perte d'eux-mêmes, de leur histoire, de leur identité ou de leur caractère distinctif ». Le processus d'assimilation culturelle étant maintenant achevé, le bilinguisme est en grande partie sur papier et, puisqu'il n'existe toujours pas de mesures concrètes d'usage officiel même en Sardaigne, la langue sarde continue son agonie, quoique à un rythme plus lent qu'il y a quelque temps, notamment grâce aux efforts des différentes associations culturelles qui en font la promotion. Il est peu probable qu'une solution réglementaire à la question de la langue sarde soit trouvée dans un avenir proche. En tout cas, on peut donc dire que le sarde laissera ses traces en l'italien local actuellement parlé sous la forme d'un substrat.

## Variétés

### Formes écrites et classification
Dans leurs formes écrites majeures, on distingue un logudorese illustre et un campidanese illustre, formes standardisées qui se disputent la suprématie littéraire. Un effort d’unification, notamment par une norme écrite unifiée, c'est la Limba Sarda Comuna (it), créée par l'administration régionale et compréhensible par tous les locuteurs du sarde, ainsi que par les locuteurs d'autres langues locales (sassarese, gallurese, alguerès, tabarquin) en tant que variété médian.
Toutes les variétés de sarde, l'une plus que l'autre, conservent une forme nettement archaïque, mais en même temps des traces des substrats pré-romains (surtout au centre-est avec des liens possibles avec le basque) et des superstrats catalans (de XIVe siècle), espagnols (de la fin du XVe siècle) et italiens de 1720 et après.

### Les deux variétés principales
Le sarde possède deux grandes variétés :
- Le logoudorien ou logoudorais (logudoresu), parlé dans le centre-nord, lui-même divisé en deux variétés :
  - le logoudorien commun, reconnu souvent comme le sarde littéraire, parlé dans la région de Logudoro
  - le logoudorien central ou nuorais (nugoresu), parlé dans la région de la Barbagia, dans la province de Nuoro
- Le campidanien ou campidanais (campidanesu), parlé dans la partie sud de l’île. Il comprend :
  - l'arborais, autour de la ville d'Oristano
  - le cagliaritain (casteddaiu), autour de la ville de Cagliari
  - l’ogliastrais (ollastrinu) dans la zone centre-orientale (Province de l'Ogliastra)
  - l' iglesientais dans la zone sud-occidentale (Province de Carbonia-Iglesias).

En revanche, ni le gallurais, ni le sassarese, proches entre eux, ne correspondent à la définition d'une macro-langue sarde. Leurs traits sont nettement corse/toscan, avec un pluriel en -i, un article italien, mais avec du vocabulaire et certains traits sardes comme le son cacuminal. Certains linguistes les rattachent dès lors plus au corse/toscan qu’au sarde à cause leur origine du XIe au XVIIIe siècle, et ils en font donc deux subdivisions du corse. D’autres, pour des raisons de regroupement régional, les mettent sur un pied d’égalité avec les deux variantes évoquées ci-dessus (logudorais et campidanais) ou les reconnaissent en tant que langues individuelles. Le sarde a servi de superstrat ou d'adstrat pour ces deux variantes, qui correspondent à une bande de territoire dans le nord de l’île :
- le gallurais (gadduresu) en face des Bouches de Bonifacio (province de Sassari), très proche du corse de Sartène avec lequel il est intercompréhensible (qui probablement remonte à une immigration importante de Corses au XIVe siècle jusqu'àu XVIIIe siècle[293])
- le sassarais (sassaresu) dans les environs de Sassari; c'est une évolution autonome du corse et gallurais avec des influences des différentes populations de la ville marchande née au XIIe siècle, notamment sardes, corses, génoises et pisanes, puis catalanes (XIVe siècle) et espagnoles (fin de XVe siècle).

À noter aussi la présence d'autres variétés :
- au nord-ouest, dans la ville d’Alghero (en catalan : L'Alguer), persiste le catalan, sous la forme archaïque dialectale de l'alguérois (alguerès) ;
- au sud-ouest, dans les îles de San Pietro et de Sant’Antioco, subsiste le dialecte ligure tabarquin (tabarchin), proche du génois, parlé dans les villes de Carloforte et Calasetta.

## Prononciation
Prononciation des lettres
- a, e, i, o, u : comme en italien — [a], [ɛ/e], [i], [ɔ/o], [u], sans distinction entre voyelles ouvertes et fermées ; les voyelles paragoniques ou épithétiques (qui en pause ferment un mot se terminant par une consonne et correspondent à la voyelle précédant la consonne finale) ne sont jamais écrites (feminasa > feminas, animasa > animas, bolede > bolet, cantanta > cantant, vrorese > frores)
- j : [j] à l'intérieur d'un mot (maju, raju, ruju) ou d'un nom géographique (Jugoslavia)
- r : [r]
- p : [p]
- b : [β] en position initiale (bentu, binu, boe) et intervocalique (abile) ; quand p > b, se transcrit comme -p- au début d'un mot (pane, petza) et -b- à l'intérieur (abe, cabu, saba)
- bb : [b]
- t : [t]
- d : [d]
- dd : [ɖɖ] (cacuminal) ; le -d peut avoir un son cacuminal dans le groupe [nɖ]
- c (devant -a, -o, -u, ainsi que les consonnes) : [k]
- ch (devant -e, -i) : [k]
- g (devant -a, -o, -u, ainsi que les consonnes) : [g]
- gh (devant -e, -i) : [g]
- f : [f]
- f- (en position initiale) : [v]
- v : [v]
- tz : [ʦ] Correspond au nuorais [θ] et au logudorais [t] (thiu/tiu > tziu, petha/petta > petza, puthu/puttu > putzu). Dans l'écriture traditionnelle, le digramme -tz- n'apparaissait jamais en début de mot. Il apparaît aussi dans des termes d'influence italienne (par exemple tzitade de cittade), remplaçant la /ʧ/ sonore italienne par un son central /k/ anciennement sarde (ant. kitade). Le son [ʦ] est typique des variétés centrales et campidanes
- z : [ʣ]
- th : [θ] (uniquement en nuorais)
- s : [s]
- ss : [ss]
- s (intervocalique) : [z]
- c- (devant e et i) : [ʧ] (uniquement en campidanese)
- g- (devant e et i) [ʤ]
- c- initial, -x- interne : [ʒ] (uniquement en campidanese)

### Phonologie
|              |              | Labiale | Dentale | Alvéolaire | Rétroflexe | Post-alv./ Palatale | Vélaire |
| ------------ | ------------ | ------- | ------- | ---------- | ---------- | ------------------- | ------- |
| Occlusive    | sourde       | p       | t       | t͡s         |            | t͡ʃ†                 | k       |
| Occlusive    | sonore       | b       | d       | d͡z         | ɖ          | d͡ʒ†                 | ɡ       |
| Fricative    | sourde       | f       | θ‡      | s          |            | ʃ†                  |         |
| Fricative    | sonore       | v†      |         |            |            | ʒ†                  |         |
| Nasale       | Nasale       | m       | n       |            |            | ɲ†                  |         |
| Vibrante     | Vibrante     |         |         | r          |            |                     |         |
| Approximante | Approximante | w†      |         | l          |            | j                   |         |

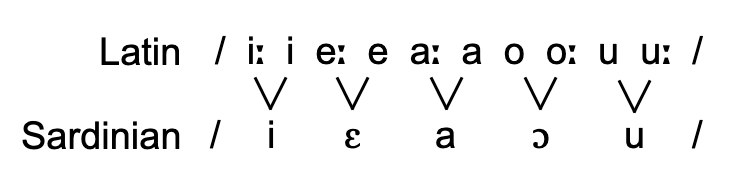
Évolution des voyelles du latin vers le sarde ancien

† Présence variable selon le dialecte.
‡ Principalement dans le nuorais.
|            | Antérieure | Centrale | Postérieure |
| ---------- | ---------- | -------- | ----------- |
| Fermée     | i          |          | u           |
| Mi-fermée  | e          |          | o           |
| Mi-ouverte | ɛ          |          | ɔ           |
| Ouverte    |            | a        |             |

## Sociolinguistique
Le premier à avoir évoqué le sarde et son caractère archaïsant est Dante, qui écrivit notamment dans De vulgari eloquentia que les Sardes n'étaient pas Italiens et étaient les seuls à ne pas posséder leur propre langue vulgaire « parce qu'ils imitent le latin comme les singes imitent les hommes ».

« Sardos etiam, qui non Latii sunt sed Latiis associandi videntur, eiciamus, quoniam soli sine proprio vulgari esse videntur, gramaticam tanquam simie homines imitantes: nam domus nova et dominus meus locuntur »

Pourtant, la langue sarde a une tradition écrite vivace même si elle ne s'est pas forgée une norme durable. Pendant la domination aragonaise, le catalan était la langue officielle, bientôt supplanté par le castillan et par l’italien (en 1764, dans le cadre du royaume savoyard). La présence d’îlots allophones (voir ci-dessus), notamment à Alghero (depuis le XIVe siècle) et dans les îles de San Pietro et de Sant’Antioco (depuis le XVIIIe siècle), constitue une trace de ces faits historiques.
Un rôle important pour la conservation de la langue sarde a été la tradition poétique et les joutes poétiques (garas poeticas, gare poetiche en italien), où l'improvisation et la verve des chanteurs attiraient les foules.

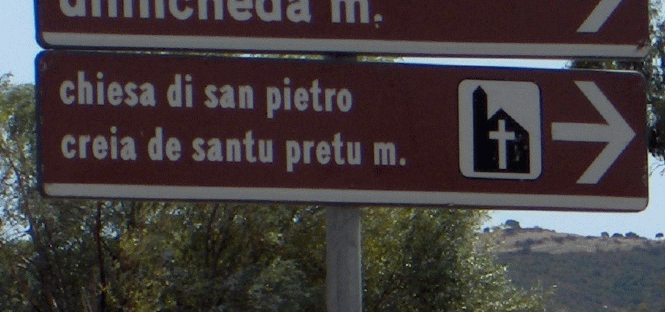
Signalisation locale bilingue en italien et en sarde.

Le premier texte littéraire semble être celui d’Antonio Cano sur des martyrs locaux, au XVe siècle, dans une langue assez normalisée (mais qui se délitera un siècle après) :
« Tando su rey barbaru su cane renegadu

de custa resposta multu restayt iradu

& issu martiriu fetit apparigiare

itu su quale fesit fortemente ligare

sos sanctos martires cum bonas catenas

qui li segaant sos ossos cum sas veinas

& totu sas carnes cum petenes de linu. »
Le sarde, comme les autres dialectes non sardes de la région de Sassari ou de la Gallura, ou comme le catalan ou le génois tabarquin, est désormais protégé par la loi régionale no 26 du 15 octobre 1997 qui lui reconnaît le statut de langue régionale protégée et qui est entrée en vigueur le 1er janvier 1998 (intitulée : Promozione e valorizzazione della cultura e della lingua della Sardegna). Le sarde est utilisé dans la signalisation routière bilingue de certaines municipalités.